# Промышленность Петрозаводска
Промышленность Петрозаводска представлена машиностроением и металлообработкой, лесной и деревообрабатывающей, строительной, пищевой, лёгкой и полиграфической отраслями. В городе работают 83 совместных предприятия. Основные виды промышленной продукции, которые выпускают предприятия Петрозаводска — это электроэнергия, теплоэнергия, химическое оборудование и запчасти к нему, трелёвочные машины (Амкодор-Онего), пиломатериалы, в том числе экспортные, строганые изделия, оконные и дверные блоки, швейные и трикотажные изделия, колбасные изделия и мясные полуфабрикаты, цельномолочная продукция, мороженое, хлеб, хлебобулочные и кондитерские изделия, ликёро-водочная продукция, товары народного потребления, сувенирные изделия и прочее.

## Машиностроение и металлообработка

### Онежский тракторный завод
Онежский тракторный завод — крупный региональный производитель тракторов (лесозаготовительных, лесохозяйственных, специализированных, внутрихозяйственных).
Завод — одно из старейших предприятий страны. История завода берёт начало с 29 августа 1703 года, когда по указу Петра I в устье реки Лососинки на берегу Онежского озера был заложен завод, названный позднее в честь его основателя.
С 2019 года завод принадлежит холдингу «Амкодор» (Белоруссия) Завод осуществляет деятельность под новым названием — ООО «Амкодор-Онего».

### «Французские фабрики»
В 1768 году в пойме Лососинки были основаны купцами из Лиона Пьером Барралем и Дени Шанони «французские фабрики» — частное предприятие по производству чугуна, железа и изделий из жести. В 1778 году данное предприятие было признано банкротом и конфисковано государством.

### Петрозаводский завод бумагоделательного машиностроения «Петрозаводскмаш»
Открытое акционерное общество «Петрозаводскмаш» («Тяжбуммаш», «Петрозаводский завод бумагоделательного машиностроения „Петрозаводскбуммаш“ имени Владимира Ильича Ленина») — крупнейшее машиностроительное предприятие России и стран СНГ, входящий сейчас в группу компаний «Атомэнергомаш» — машиностроительный дивизион госкорпорации «Росатом». «Петрозаводскмаш» производит и поставляет технологические линии по производству целлюлозы, бумаги и картона.
Завод основан 8 июня 1960 года.

### Литейный завод «Петрозаводскмаш»
Литейный завод «Петрозаводскмаш» производит единичные и серийные отливки практически из всех марок чугунов с пластинчатым и шаровидным графитом, специальных чугунов для металлургических изложниц, легированных чугунов с высокой износостойкостью и коррозионной стойкостью, немагнитных и жаростойких чугунов, а также отливки из сталей и сплавов цветных металлов. Завод основан в 1968 году.

### Инженерный центр пожарной робототехники «ЭФЭР»
НПО Инженерный центр пожарной робототехники «ЭФЭР» разрабатывает и производит ручные и лафетные пожарные стволы, лафетные стволы с дистанционным управлением (проводным и беспроводным), пожарные роботы, пожарные роботы двойного назначения (охранно-пожарные), установки автоматического пожаротушения на базе пожарных роботов. В НПО существует конструкторское бюро в котором ведутся работы по механике, гидравлике, электронике и программированию. В состав НПО входит «Завод пожарных роботов». Центром разрабатываются проекты по автоматическому пожаротушению, пожарной сигнализации и теленаблюдению, ведутся монтажные и пусконаладочные работы, производится сервисное обслуживание.

### Петрозаводский станкостроительный завод «Металлист»

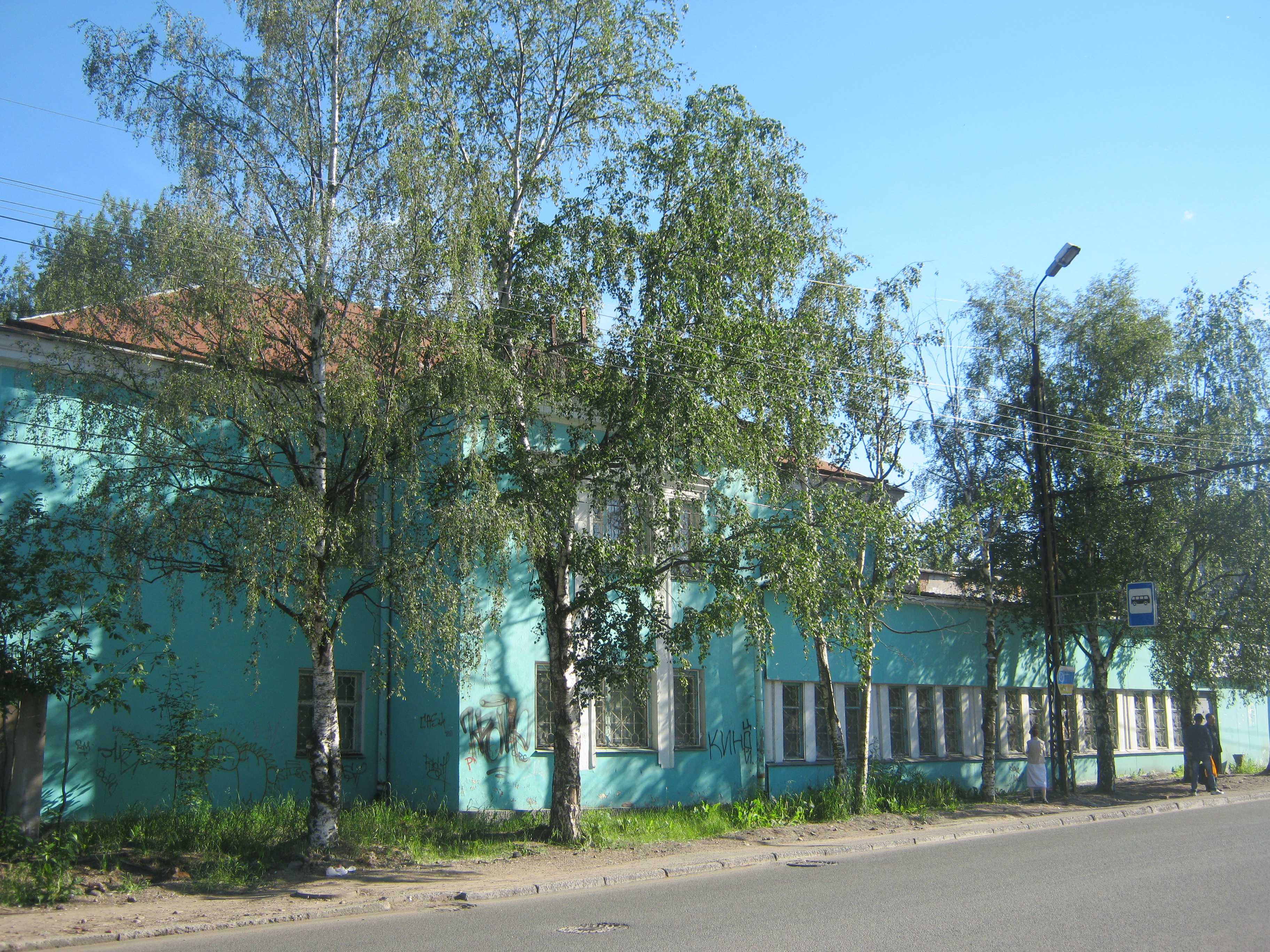
Петрозаводский станкостроительный завод «Металлист»

Образован в 1964 году на базе завода «Металлист» (действовал с 1956 г.), к заводу также был частично присоединен завод «Техновес» (выделился из «Металлиста» в 1961 г., в 1961 г. часть вошла обратно, другая часть присоединена к Комбинату бытового обслуживания, до 1960 г. носившему название артель «Культпром»). Располагается на улице Радищева, 7 и Кооперативной улице. В советское время станкозавод выпускал не только металлоизделия и станки, но и товары народного потребления — вешалки, детские санки, якоря, рыболовные блесны.
Часть завода «Техновес», входившая в состав Управления бытового обслуживания в 1962 г. была передана Росторгмонтажу (ул. Коммунальная) для оборудования предприятия по обслуживанию торговой техники, обозостроительный цех, производивший детские санки и кухонные принадлежности (ул. Лежневая, 8) передан заводу «Металлист».

### Государственный механический завод мелкого машиностроения издательского центра «Кирья»
Действовал в 1933—1936 гг.

### Петрозаводский станкостроительный завод «Станкозавод-ДеКо»
Основан в 1931 году. Основан на базе Петрозаводского станкостроительного завода и ОАО «Станкозавод».

### Петрозаводский опытно-механический завод

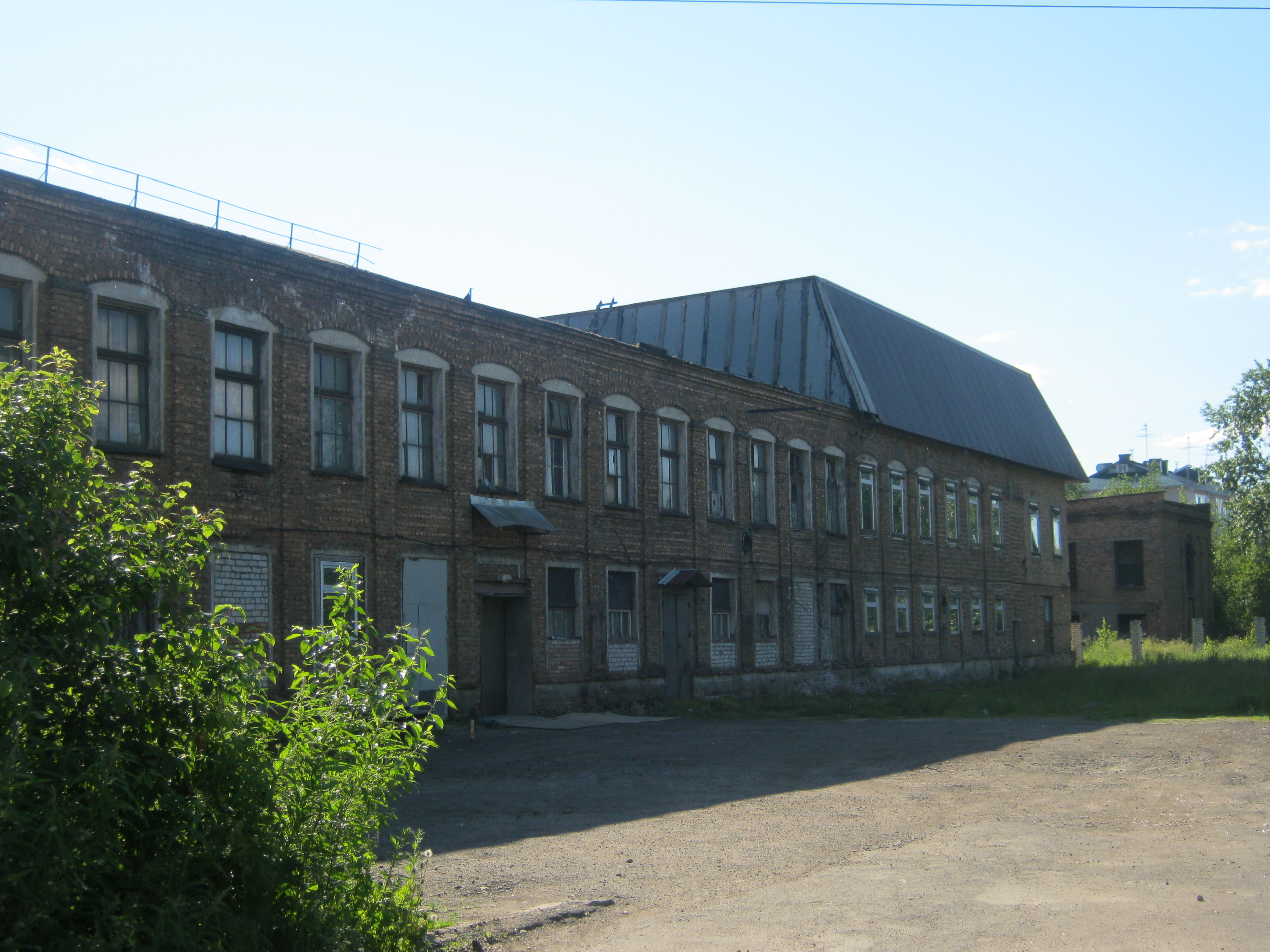
Петрозаводский опытно-механический завод

Организован в 1964 году на основе мебельного цеха ПЛМК и литейной мастерской ДСК. Занимался выпуском экспериментальной техники, ремонтом оборудования лесной и деревообрабатывающей промышленности. Располагается на улице Ригачина, 64.
Создано ЗАО «Петрозаводский опытно-механический завод», которое просуществовало до 2006 года. Работает ОАО «Опытно-механический завод», территория сдаётся в аренду.

### Опытно-экспериментальный завод
С 1958 года — Петрозаводский электроремонтный завод «Коммунальник».
С 1964 года — Петрозаводский ремонтно-механический завод Главного управления производственных предприятий Министерства ЖКХ РСФСР.
С 1972 года — Петрозаводский опытно-экспериментальный завод.
С 1993 года — ТОО «Петрозаводский опытно-экспериментальный завод». 
Производил разветвительные коробки, потолочные розетки, стеновые ролики. Находился на улице Кирова, 47В. Ликвидация завершена 26 октября 2012 года.

### Петрозаводский автотракторный завод
Существовал в 1931—1935 гг.

### Петрозаводский ремонтно-механический завод
Основан в 1930-м году как Петрозаводские ремонтно-механические мастерские треста «Кареллес». В 1964 году преобразованы в завод (Петрозаводский РМЗ) В 1965 году завод вошёл в состав производственного объединения «Кареллеспром». Средне-списочная численность работников в 1980-е годы составляла до 900 человек. В 1993 году предприятие было приватизировано и преобразовано в ЗАО «РМЗ».

### Петрозаводский авторемонтный завод «Арсо»
Заводская улица, 5. В настоящее время площади завода сдаются в аренду под гипермаркет «Мега» и ряд других торговых и офисных предприятий.

### Авторемонтный завод № 75 Министерства обороны
Специализация — ремонт военной техники, находился на Южной промзоне.

### Петрозаводский ремонтно-механический завод «Сельхозтехника»
Закрытое акционерное общество «Ремонтно-механический завод» — одно из старейших машиностроительных предприятий Республики Карелия. ЗАО РМЗ специализируется на ремонте лесозаготовительной техники, изготовлении нестандартной техники и оборудования, товаров народного потребления.

### Петрозаводский завод «Стройтехника»
ОАО «Стройтехника» осуществляет производственную деятельность с 1975 года, является правопреемником Опытно-механического завода по ремонту дорожно-строительных машин и механизмов «Ремстройдормаш», образованного в соответствии с приказом Главсевзапстроя СССР от 12 февраля 1975 года № 18.
21 июля 1988 года Опытно-механический завод по ремонту дорожно-строительных машин и механизмов «Ремстройдормаш» был переименован в Петрозаводский опытный завод «Стройтехника» (приказ Министерства строительства СССР от 21 июля 1988 года № 106). 3 января 1990 года Петрозаводский опытный завод «Стройтехника» был передан в аренду Арендному предприятию Петрозаводский опытный завод «Стройтехника».
20 сентября 1990 года Арендное предприятие Петрозаводский опытный завод «Стройтехника» было переименовано в Петрозаводский завод акционерного общества «Стройтехника».
24 марта 1997 года был реорганизован в ОАО «Стройтехника».

## Производство транспортных средств и оборудования
| Фото | Расположение и описание |
| ---- | --- |
|      | ООО "Экранопланостроительное объединение "Орион". (бывший судостроительный завод «Авангард») Судостроительный завод был основан 2 июня 1939 года под названием Торпедо-пристрелочная станция «Северная точка» (ТПС «СТ»), с 1945 года занимается строительством и ремонтом минных тральщиков, судов для рыбного промысла, небольших самоходных сухогрузных судов, яхт, лодок. Первые суда типа МРБ проекта 365 «Альбатрос», предназначенные для промысла в Белом и Баренцевом морях начали выпускаться заводом в 1947 г. С 1950 по 1970 гг. заводом строились разъездные и санитарные катера, рыболовные боты типа «Кола», спасательные шлюпки, в том числе самоходные для атомохода «Ленин», морские буи, речные сирены, лебедки, трехцветные фонари, башенные краны, краны Андерса, нефтеналивные цистерны, поливщики, потокообразователи С 1954 г. было начато строительство малых цельнометаллических рыбопромысловых сейнеров типа МРС-80 для промысла в морях Дальнего Востока. В 1955—1960 гг. строятся сейнеры проекта 388 водоизмещением 245 т, плавучие дизель-электрические краны, пожарные катера. С 1957 по 1976 гг. строилась большая серия малых сухогрузов проекта 456 «Колхозница». Всего было построено 1845 судов. С 1964 по 1976 гг. заводом выпускались траулеры-рефрижераторы МРТ-Р проекта 1282 типа «Карелия». Всего построено 109 судов. В 1976 г. было освоено строительство грузовых теплоходов проекта 1660 типа «Кижи». С 1977 г. завод строил малые рыболовные рефрижераторные траулеры проекта 1296 типа «Паланга», пассажирские и грузовые теплоходы проекта 16930 типа «Колос». Также с 1954 г. заводом выпускались спортивные товары, кухонная мебель, мебельные гарнитуры «Березка», садовые домики, прогулочные лодки «Карелия», «Березка», «Кефаль», первые советские прогулочные стеклопластиковые яхты «Ассоль», мини-шверботы «Юниор». Указом Президиума Верховного Совета СССР от 30 августа 1985 г. завод был награждён Орденом Знак Почета. Производит временный ремонт троллейбусов. Расположен на улице Онежской Флотилии, 1. В настоящее время признан банкротом и не работает по профилю. На базе завода в 2011 г. ООО Экранопланостроительное объединение «Орион» организовало центр по постройке экранопланов для Федеральной службы безопасности России. Центром были разработаны 2 модели экранопланов, смешанного (гражданского и военного) назначения, одна на 12 человек и тонну грузов, другая на 30 человек и 30 тонн груза. В 2014 г. центр исполнил заказ экранопланов для Ирана. В 2016 г. компания «Орион» приобрела еще несколько цехов завода «Авангард» для расширения производства экранопланов «Орион 15» и «Орион 30». Наименования: - ООО "Экранопланостроительное объединение «Орион»< |
|      | Онежский судостроительно-судоремонтный завод Завод был основан в 1944 году как Петрозаводский судоремонтный завод на месте разрушенной в войну лыжной фабрики. В 1957 году реорганизован в Петрозаводскую ремонтно-эксплуатационную базу флота, с 1973 году переименован в Петрозаводский судоремонтно-судостроительный завод, с 1981 года снова именовался РЭБ флота. Принадлежал Беломорско-Онежскому пароходству. Занимался ремонтом флота, выпускал буксиры проекта Р-96Б, баржи проекта Р-146А. В конце 1990-х годов, с присоединением базы ликвидированного ООО «Onego Arminius Shipbuilders», получил новое наименование «Онежский судостроительный завод». С 1990-х годов освоил сборку корпусов сухогрузов из готовых конструкций из Германии. С 2007 года выпускает сухогрузы (костеры) проектов DCV-33, 005RSD03; танкеры проекта RSV-07 в объёме 2-3 судна в год для российских и европейских компаний. С 2011 года занимается достройкой корпуса сухогрузных судов проекта RSD49. В 2012 г. не работал в связи с банкротством, находился под конкурсным управлением. В 2014 г. имущество завода передано в управление ФГУП «Росморпорт». Завод производит лоцмейстерские катера проекта 02780М, грунтоотвозные шаланды проекта проекта HB600, рабочие катера с ледовым усилением проекта ST23WI-M, ремонт судов «Росморпорта». 4 апреля 2025 г. пострадал от пожара. Наименования: - Общество с ограниченной ответственностью Онежский судостроительно-судоремонтный завод |
|      | Петрозаводская судоверфь «Варяг» Располагается на улице Онежской Флотилии, 43. Образована в 1950 году. Занималась строительством морских рыболовных ботов типа МРБ для министерства рыбной промышленности, с 1991 г. промысловых ботов «Прибужье», в 2000-х годах — класса МРС для «Карелрыбфлота».. В 2000-х годах образовано ЗАО «Варяг», которое занимается постройкой деревянных судов типа МРБ, Аскольд и других.. Наименования: - Петрозаводская судоверфь (1950 год) - Малое государственное предприятие «Петрозаводская судоверфь» (1992 год) - Акционерное общество открытого типа «Петрозаводская судоверфь» (1993 год) - Общество с ограниченное ответственностью «Судоверфь плюс» (2000-е годы) - Закрытое акционерное общество «Варяг» (2000-е годы) |
|      | Верфь «Полярный Одиссей» Занимается постройкой деревянных судов — копий исторических судов, лодок, яхт и парусников. Открыт на улице Ригачина в 1994 году, принадлежит клубу «Полярный Одиссей».. Наименования: - Морской историко-культурный центр (1994 год) |
|      | Завод агрегатного ремонта «Цеппелин Русланд» Введен в строй в июле 2011 года. Является подразделением компании «Цеппелин Русланд» — официального дилера компании «Caterpillar» в европейской части России. Осуществляет средний и капитальный ремонт двигателей и трансмиссий горной и дорожно-строительной техники «Caterpillar». Наименования: - Завод агрегатного ремонта (2011 год) |
|      | Мастерские «Карелавто» |
|      | Территориальный центр междугородних связей и телевидения № 23 выпускал спецавтомобили для обслуживания ремонтных бригад связи . |
|      | Цех капитального ремонта Троллейбусного управления В марте 1998 года на территории троллейбусного депо № 2, расположенного на Курганском проезде, открыт Цех капитального ремонта. В феврале 2006 года началась собственная сборка троллейбусов. Ликинский автозавод поставил в Петрозаводск машинокомплекты. Ожидалось, что в первый год будет собрано 10 троллейбусов, а на следующий год — ещё 20 машин, однако было собрано всего 2 троллейбуса. Дальнейшая сборка была прекращена в связи с критическим положением предприятия. Сборка троллейбусов в Петрозаводске позволила модернизировать их для северных условий. Наименования: - Цех капитального ремонта (1998 год) |

## Пищевая промышленность

### Карельский мясокомбинат
Петрозаводский мясокомбинат основан в 1930 году. Первоначально располагался на Пролетарской (ныне Московской) улице, в послевоенные годы перенесён на Заводскую улицу. С 2000 года входит в ООО «АКС — Холдинг». Перерабатывал мясопродукцию в колбасы, полуфабрикаты. Последняя запись в официальном сообществе в социальной сети Вконтакте опубликована в 2016 году. В 2018 были перебиты все свиньи. Мясокомбинат не функционирует. Здание сдано в аренду колл-центру.

### Рыбокоптильня
В 1921 г. на простаивающем пивоваренном заводе в Петрозаводске было открыто рыбокоптильное производство. Продукцией была копчёная, солёная и маринованная рыба.

### Петрозаводский колбасный завод
Пущен в эксплуатацию в декабре 1935 г.

### Петрозаводский мясоперерабатывающий комбинат «Онего»
Находится на Шуйском шоссе. Занимается переработкой мяса и мяса птицы.

### Мясоперерабатывающий завод «Эссойла»
Открыт в 2017 году на Муезерской улице. Принадлежит акционерному обществу «Эссойла» из карельского посёлка Эссойла.

### Петрозаводский хлебозавод «Сампо»
Открыт в 1969 году на Первомайском проспекте.

### Петрозаводский хлебокомбинат

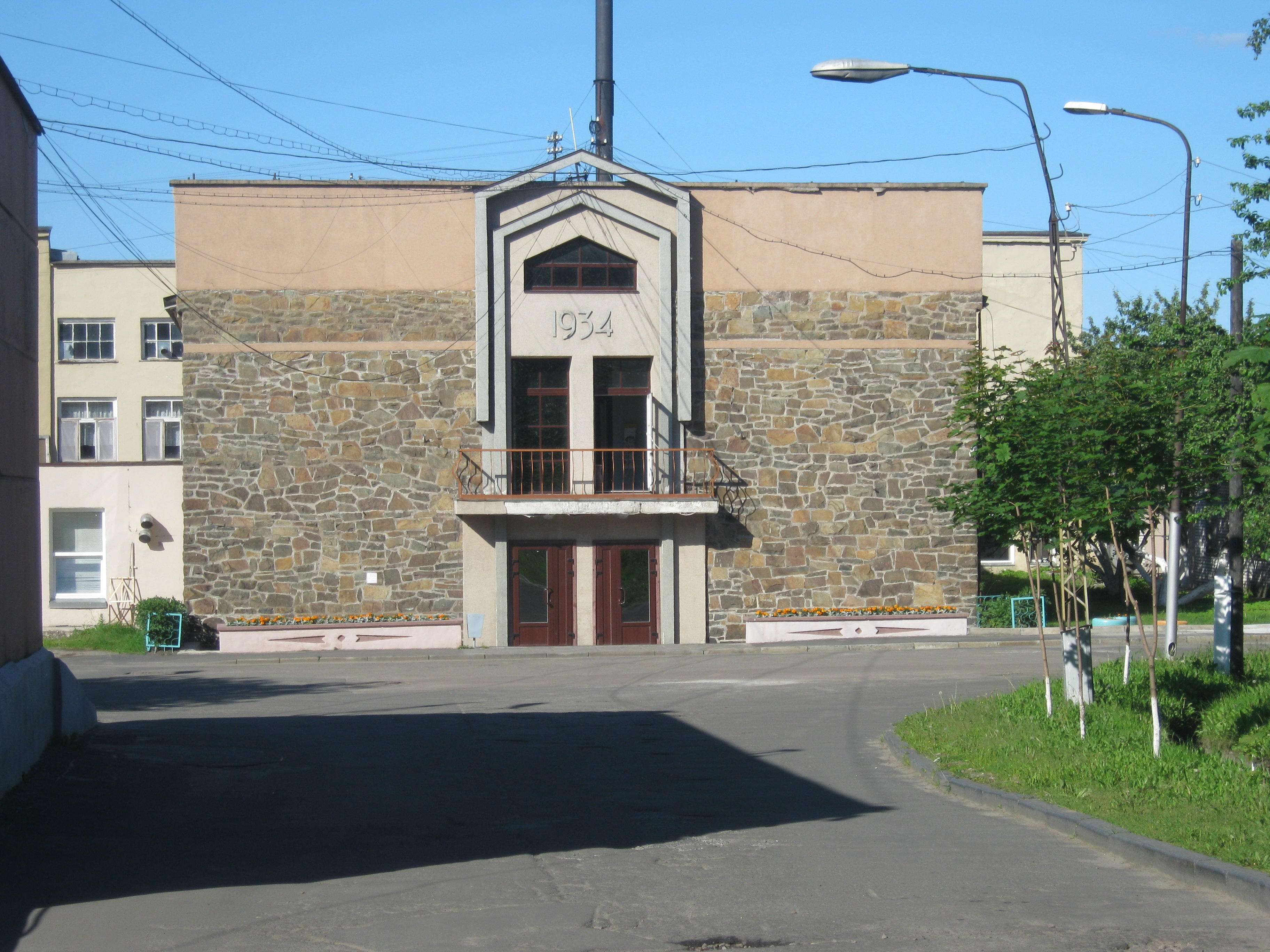
Петрозаводский хлебокомбинат

Располагается на улице Ригачина. Открыт в 1934 году.

### «Мяспром»
Предприятие закрылось в 2008 году.

### Мясной дом Карелия
Производство мясной продукции. Открыто в 2013 г. на улице Онежской флотилии на основе предприятия «Карельский колбасный цех».

### Пекарня Кириковой
Существовала до революции.

### Мукомольный завод Данилихина
Функционировал в дореволюционное время.

### Петрозаводский молочный комбинат «Славмо»

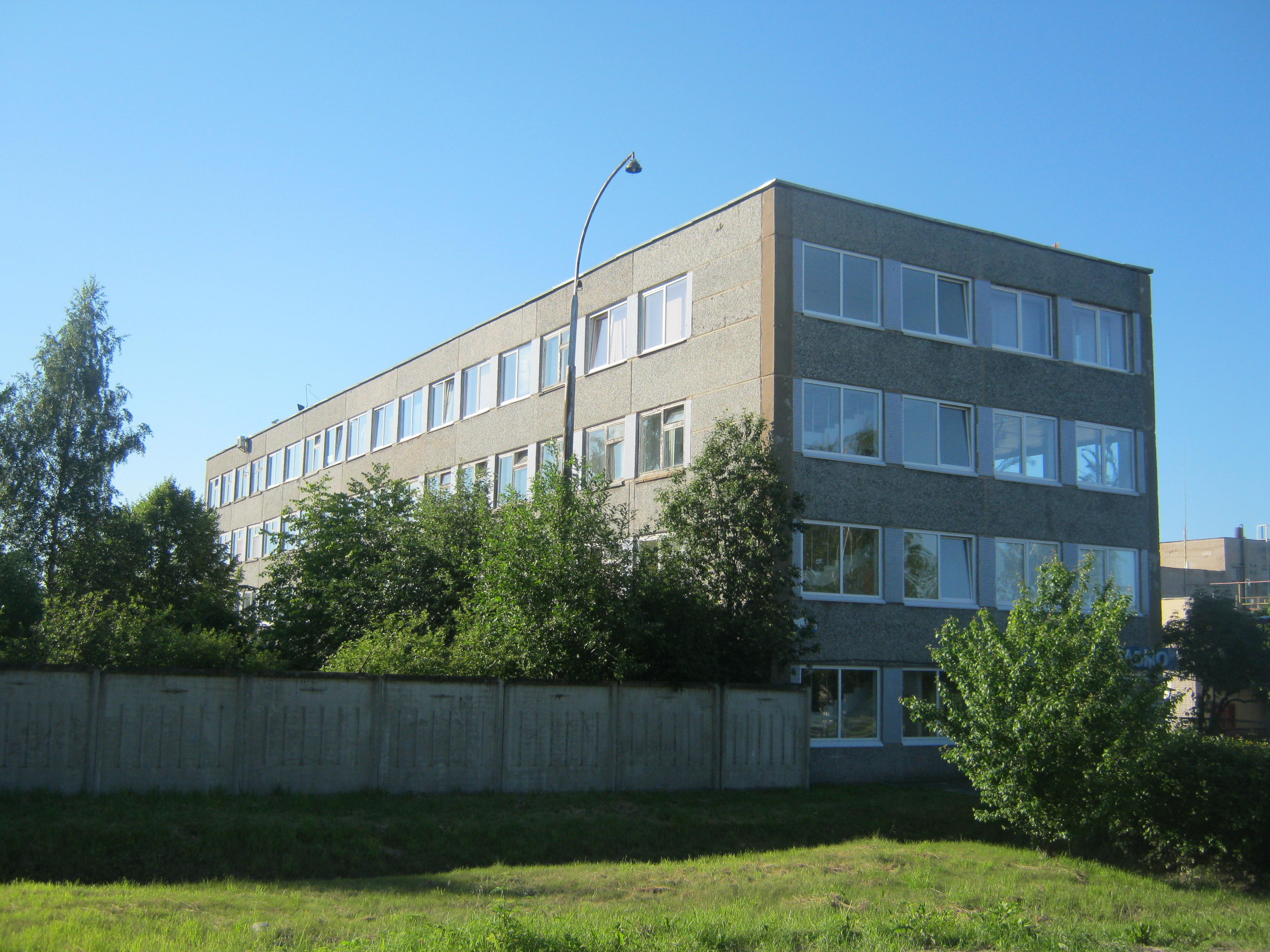
Петрозаводский молкокомбинат «Славмо»

Еще в начале XX века в городе существовало два маслодельных завода, а также молокоперерабатывающее предприятие, продукции которого хватало только на нужды больниц и детских садов.
Открыт в 1956 году как городской молокозавод. Располагался изначально на улице Кирова, в 1983 году были открыты новые цеха на улице Антонова, 1. В 2000 году цех по производству мороженого преобразован в дочернее предприятие «Холод-Славмо».

### Фабрика мороженого «Холод Славмо»
В 2000 году цех по производству мороженого молочного комбината «Славмо» был продан и открыто новое предприятие ЗАО «Холод Славмо», в настоящее время никак не связанное с АО «Славмо». Располагается на улице Кирова.

### Водочный завод
Один из первых водочных заводов в городе — завод купца Павла Фёдоровича Игонена появился в 1870-х годах. Он находился на Соломенской улице.

### Петрозаводский ликёро-водочный завод «Петровский»

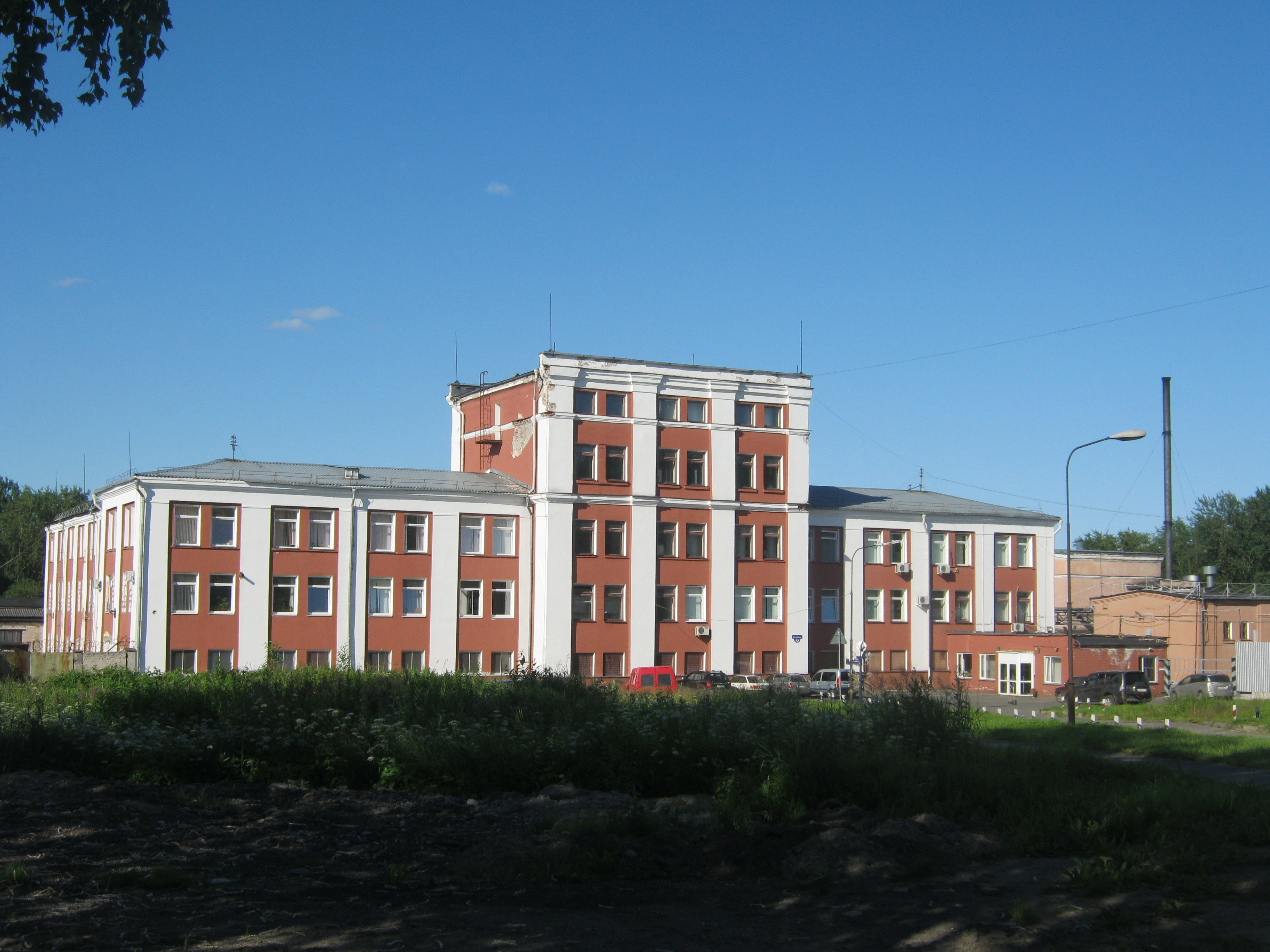
Петрозаводский ликёро-водочный завод «Петровский»

Располагается на улице Ригачина, 55. Основан в 1897 году..

### Петрозаводский завод безалкогольных вин
Действовал в 1950-х годах.

### Карельский рыбокомбинат

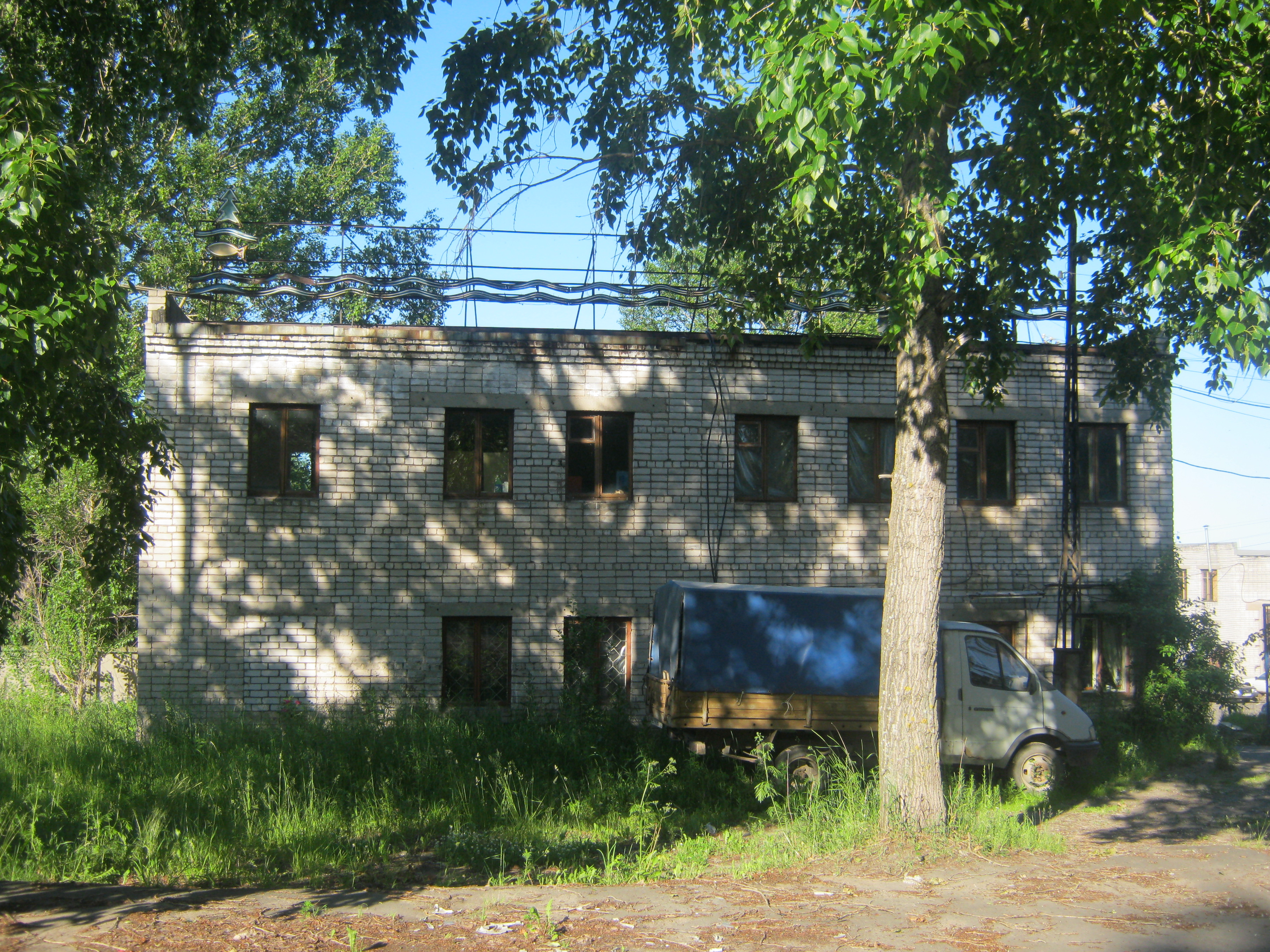
Карельский рыбокомбинат

Открыт в 1934 году как Петрозаводский центральный приёмо-рыбообрабатывающий завод «Петушки», в годы Великой Отечественной войны находился в Пудоже. С 1944 году реэвакуирован в Петрозаводск, получает название Петрозаводский рыбокомбинат. Занимался выловом рыбы на Онежском озере (имел свой флот), и переработкой рыбы. В 1990-х годах преобразован в ОАО «Петрозаводский рыбокомбинат». С августа 1999 года — ОАО «Карельский рыбокомбинат». В 2000-х годах — ОАО «Форель — Петрозаводский рыбокомбинат». С 2014 года «Петрозаводский рыбокомбинат „Ким-кала“».

### Петрозаводский рыбоводный завод
Действовал в 1977—1991 годах в посёлке Шуя, специализировался на искусственном воспроизводстве озёрного лосося, сиговых, сёмги и палии.

### Пивоварня Первова — Кандырина
Открыта в 1807 на берегу Неглинки в районе Солдатской слободы мышкинским купцом Первовым. После его разорения, в 1811 г. выкуплена купцом И. Кандыриным и перестроена. К середине 1830-х купец разорился.

### Пивоваренный завод «Петрозаводский»

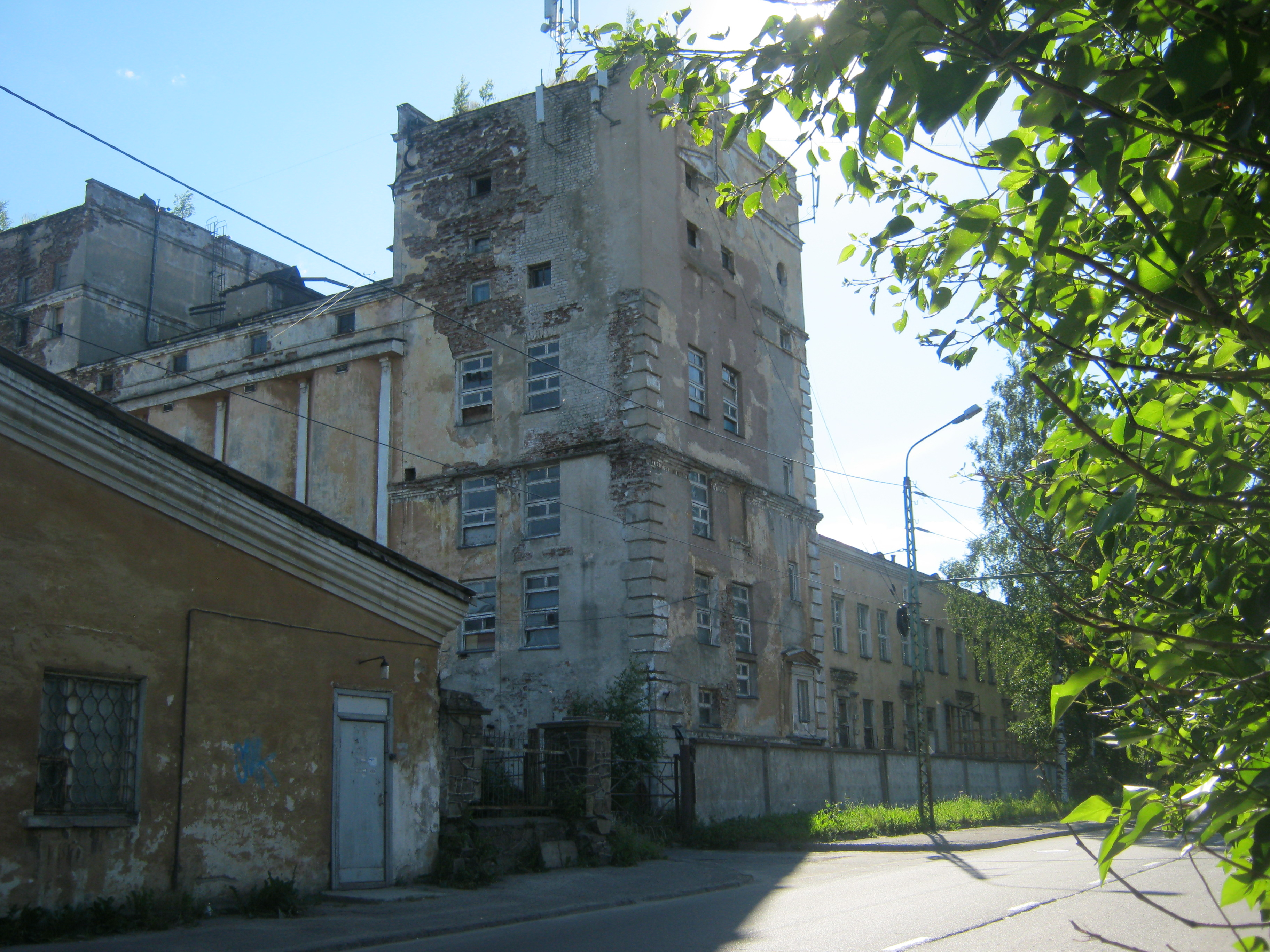
Пивоваренный завод «Петрозаводский»

Пивзавод «Олония» открыт 16 августа 1911 года. Закрыт в 1914 году. После революции продолжил свою работу под названием «Карелия». В 1941 году разрушен. В 1944 году в здании размещён автобусный парк.
19 августа 1952 года открыт на улице Луначарского под названием «Петрозаводский». В начале 1990-х годов преобразован в Государственное предприятие «Пивоваренный завод „Петрозаводский“». В 1999 году преобразован в Открытое акционерное общество «Пивоваренный завод „Петрозаводский“», с 21 ноября 2007 года — Общество с ограниченной ответственностью «Пивоваренный завод „Петрозаводский“». Завод выпускал продукцию до 2010 года.

### Крафтовая пивоварня «Beer`lin»
Открыта в 2016 г. на улице Архипова, 22.

### Квасной завод
Функционировал в 1940-х годах. Располагался в Соломенном.

### Кондитерский комбинат «Колос»
В настоящее время существует под брендом 'Пекарня Колос'. Ознакомиться с продукцией возможно на сайте http://ПекарняКолос.рф

### Петрозаводская птицефабрика «Корм»
Мясная птицефабрика. существует с 1956 года. Входит в ООО «АКС — Холдинг».

### Совхоз «Тепличный»
Открыт 12 января 1972 г. в результате образования на базе Сулажгорской бригады совхоза им. Зайцева самостоятельного совхоза. Выращивал в теплицах овощи, а также цикорий, пряные травы, тюльпаны Имел свиново- и птицефермы, пасеку. Производил триходермин, удобрения. Признан банкротом и ликвидирован в 2006 году.

### Карельский хладокомбинат № 1
Хладокомбинат располагается на Пряжинском шоссе.

### Завод «Карельские рыбные заводы — корма»
В июле 2017 года на территории хладокомбината открыт цех по производству корма для рыбы «Карельские рыбные заводы — корма»..

### Завод «Карельский продукт»
Завод открыт 8 июня 2011 года под названием ООО «ПК „Ягода Карелии“». Располагается на Пряжинском шоссе.
С июня 2017 года принадлежит компании «Северо-Западная производственно-торговая группа», которая перезапустила работу завода с 17 августа 2017 года под новым названием ООО «Карельский продукт». Занимается глубокой переработкой лесных и садовых ягод.

### Завод безалкогольных напитков «Царьград»
ООО «Царьград» зарегистрировано в 2001 году. Завод расположен на Балтийской улице, 20. Специализируется на выпуске лимонадов и кваса.

## Лёгкая промышленность

### Обувная фабрика «Рантемпо»

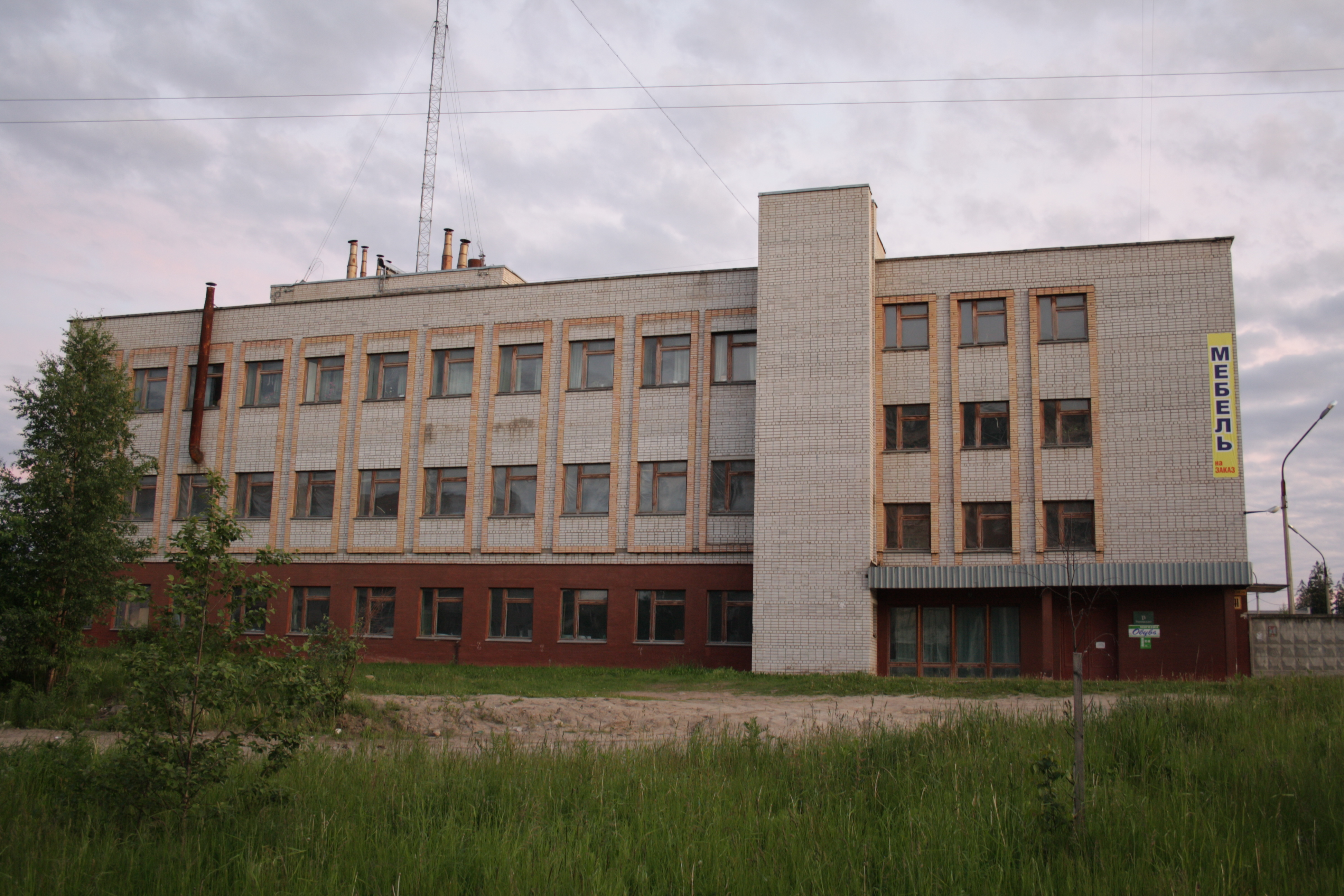
Обувная фабрика «Рантемпо»

Артель «Кустпромкож» открыта в 1934 году. В 1960 году преобразована в Петрозаводскую фабрику кожаной обуви. В 1968 году вошла в состав объединения «Скороход» и реконструирована. В 1990 году вышла из объединения. В 1993 году переехала на улицу Хейкконена, 41..
В 1993 г. предприятие было акционировано и преобразовано в АОЗТ "Рантепмо, а в июне 1996 г. — в ОАО. "Обувная фабрика «Рантемпо» расположилась в новом фабричном корпусе, укомплектованным передовым итальянским и немецким оборудованием. По состоянию на 2004 год обувь «Рантемпо» изготавливается из натуральной кожи и на 40-50 % дешевле импортных аналогов.
В виду задолженности в ходе проверки, проведенной Государственной инспекцией труда в Республике Карелия, была выявлена задолженность по заработной плате в АО обувная фабрика «Рантемпо» за декабрь 2017 г. , январь, февраль 2018 г. в размере 1 млн. 655 тыс. руб. перед 27 работниками. Из-за того, что компания не погашала задолженности, судебных приставам пришлось наложить арест на транспортные средства и промышленное оборудование фабрики на общую сумму 115 тысяч рублей. После этого владельцам фирмы удалось погасить долг в кратчайшее время. В настоящее время генеральным директором является Великанов Константин Александрович. тел. (8142) 750784 По состоянию на конец 2018 года численность работников составляет 6 человек. За 2018 год убыток компании составил 709 тыс. руб. Обувная фабрика прекратила своё существование. Здание сдаётся в аренду.

### Производство одежды ООО «Эрни»
Основано в 1993 года. Производит летнюю и зимнюю профессиональную одежду.

### Петрозаводская фабрика по ремонту и индивидуальному пошиву обуви «Обувьбыт»
Петрозаводская обувная фабрика по пошиву и ремонту обуви «Труд» открыта в 1965 г., с 1977 г. — Производственное объединение «Карелобувьбыт», с 1989 г. — Петрозаводская фабрика по ремонту и индивидуальному пошиву обуви, с 1993 г. — преобразована в ЗАО. Ликвидирована.

### Трикотажная фабрика «Онтекс»
Основана в мае 1945 года под названием Швейно-трикотажная артель. 1 июня 1956 года переименована в Петрозаводскую швейно-трикотажную фабрику. 1 января 1960 года переименована в Петрозаводскую трикотажную фабрику. В начале 1990-х годов преобразована в Акционерное общество открытого типа «Онтекс» (что расшифровывается как «Онежский текстиль»). С конца 1990-х годов — Закрытое акционерное общество «Онтекс-три». Занимается выпуском одежды.

### Швейная фабрика «Петростиль» («Онежские зори»)
В 1924 году образована артель «Красный инвалид», с 21 сентября 1953 года объединена с артелью «Победа» Совета промкооперации, образованной в 1940 году, в специализированную артель «Победа». В 1960 году преобразована в Швейную фабрику № 2, с 1974 года — швейная фабрика «Онежские зори», с 1991 года — Арендное предприятие «Швейная фабрика „Онежские зори“», с 1999 года — Общество с ограниченной ответственностью «Онежские зори», с 2001 года — Общество с ограниченной ответственностью «Петростиль». Действовала на проспекте Александра Невского, с 2006 года — на Муезерской улице в Доме мод.

### Швейная фабрика «Северянка»
Открыта в 1972 г. как швейная фабрика по пошиву спецодежды, с 1980 г. — швейная фабрика «Северянка». Располагается на улице Гвардейской.

### Петрозаводская фабрика валяной обуви
Артель «Пимокатная», позднее фабрика валяной обуви функционировала с 1944 по 1997 г. Выпускала валенки и т. п. обувь. В настоящее время в здании фабрики находится производство спортивного оборудования фирмы MB Barbell.

### Трикотажная фабрика «Пушинка»
Трикотажная фабрика Министерства бытового обслуживания (на базе ателье «Пушинка»). Открыта в 1972 г..

### ООО фирма «Кудос»
Организовано постановлением Совета Министров Республики Карелия от 20 января 1992 г. «О реорганизации республиканских производственных объединений „Карелрембыттехника“, республиканского трикотажного объединения „Кудос“, ремонтностроительного управления, Петрозаводской фабрики по ремонту и индивидуальному пошиву обуви», постановлением Совмина РК от 26 февраля 1992 г. на базе экспериментального цеха объединения «Кудос» образовано государственное предприятие фирма «Насто». Занималась производством трикотажных изделий

### Мыловаренный завод
Действовал в 1885—1889 гг. Находился на мызе Лачинова в Соломенном. Владелец завода — Моисей Перцович Холодный.
В 1923 году действовал мыловаренный завод арендатора Ворковецкого.

### МП «Центр моды»
Артель «Кустпромшвей» основана в 1949 году, в 1960 году преобразована в Петрозаводскую швейную фабрика № 1 («Силуэт») (1966—1977), с 1977 г. — Карельское республиканское производственное объединение ремонта и пошива одежды «Карелшвейбыт».

### Соломенский комбинат бытового обслуживания населения
- Преобразован из артели «Ремесленник» в 1960 г. С 1964 г. присоединен к Прионежскому комбинату бытового обслуживания (предприятие ликвидировано в 2012 г.[[61]).

## Производство товаров народного потребления

### Свечной завод
Открыт 31 марта 1902 г. в здании Петрозаводского мужского духовного училища. До революции — в ведении Олонецкой и Петрозаводской епархии. Свечному заводу принадлежал «каменный 2-этажный дом по Пушкинской улице». В феврале 1918 года в соответствии с декретом СНК РСФСР о национализации имуществ церковных и религиозных обществ принадлежавшее свечному заводу здание было передано «в ведение Олонецкого губернского совета крестьянских, рабочих и солдатских депутатов по Комиссариату Просвещения».

### Карельская свечная фабрика
Основана в 2012 году. ООО «Карельская свечная фабрика» зарегистрировано 15 апреля 2013 года. Производство резных свечей.

### Завод «ПетрозаводскМаш — ТНП»
Входит в состав «Петрозаводскмаш».

### Петрозаводский комбинат по ремонту мебели
Постановлением Совета Министров Карельской АССР от 29 мая 1965 г. из состава Петрозаводского комитета бытового обслуживания населения с 1 июня 1965 г. был восстановлен Петрозаводский комбинат по ремонту мебели как самостоятельное предприятие. Преобразован в АОЗТ «Мебель».

### Мебельная фабрика «Петромебель»
С 1997 года производит мягкую и корпусную мебель.

### Мебельная фабрика «Скандия»

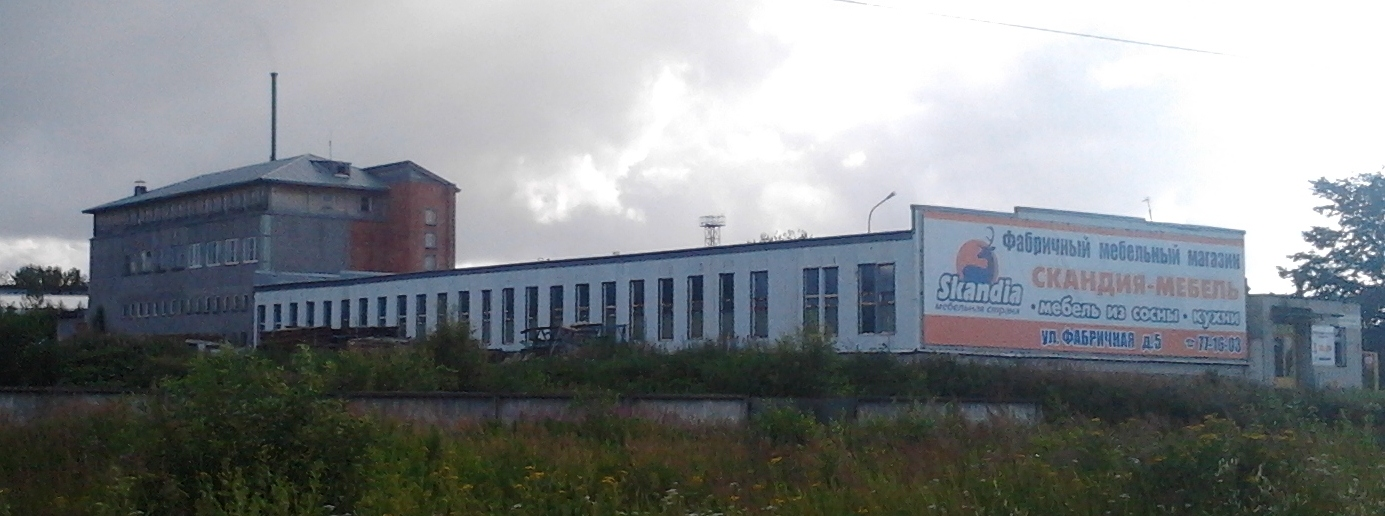
Мебельная фабрика «Скандия»

С 1993 года производит корпусную мебель

### Лыжная фабрика
Петрозаводская лыжная фабрика открыта 6 ноября 1931 г.. В августе 1941 года, с началом Великой Отечественной войны, оборудование и специалисты эвакуированы в Киров (Вятка), где был налажен выпуск армейских лыж на базе Нововятского деревообрабатывающего комбината. Производственные здания в Петрозаводске были разрушены при отступлении финских войск из города в 1944 году. После окончания Великой Отечественной войны фабрика не восстанавливалась.

### Спичечные фабрики
В 1866 г. на берегу реки Неглинки финном Г. Кейноненом была открыта первая спичечная фабрика (действовала по 1890 г.). В 1871—1873 гг. действовало аналогичное предприятие, открытое петрозаводским купцом. Ф. Фогелем. В 1875 г. появилась спичечная фабрика купца Г. П. Каца, в 1894 г. переданная им во владение купцу С. Л. Леонтьеву.
В 1910 г. на её основе было учреждено товарищество на вере «Огонек» и открыта переоборудованная фабрика. Продукцией фабрики являлись шведские безопасные спички. В апреле 1919 г. фабрика была преобразована в советскую спичечную фабрику «Огонёк».
В октябре 1921 г. фабрика передана артели арендаторов, после их ареста, в июне 1923 г. в аренду предпринимателю Н. И. Коротяеву сроком на 1 год. В 1924 г. фабрика была законсервирована и впоследствии закрыта.

### Завод «Онегокарт» («Онего», «Светлана»)

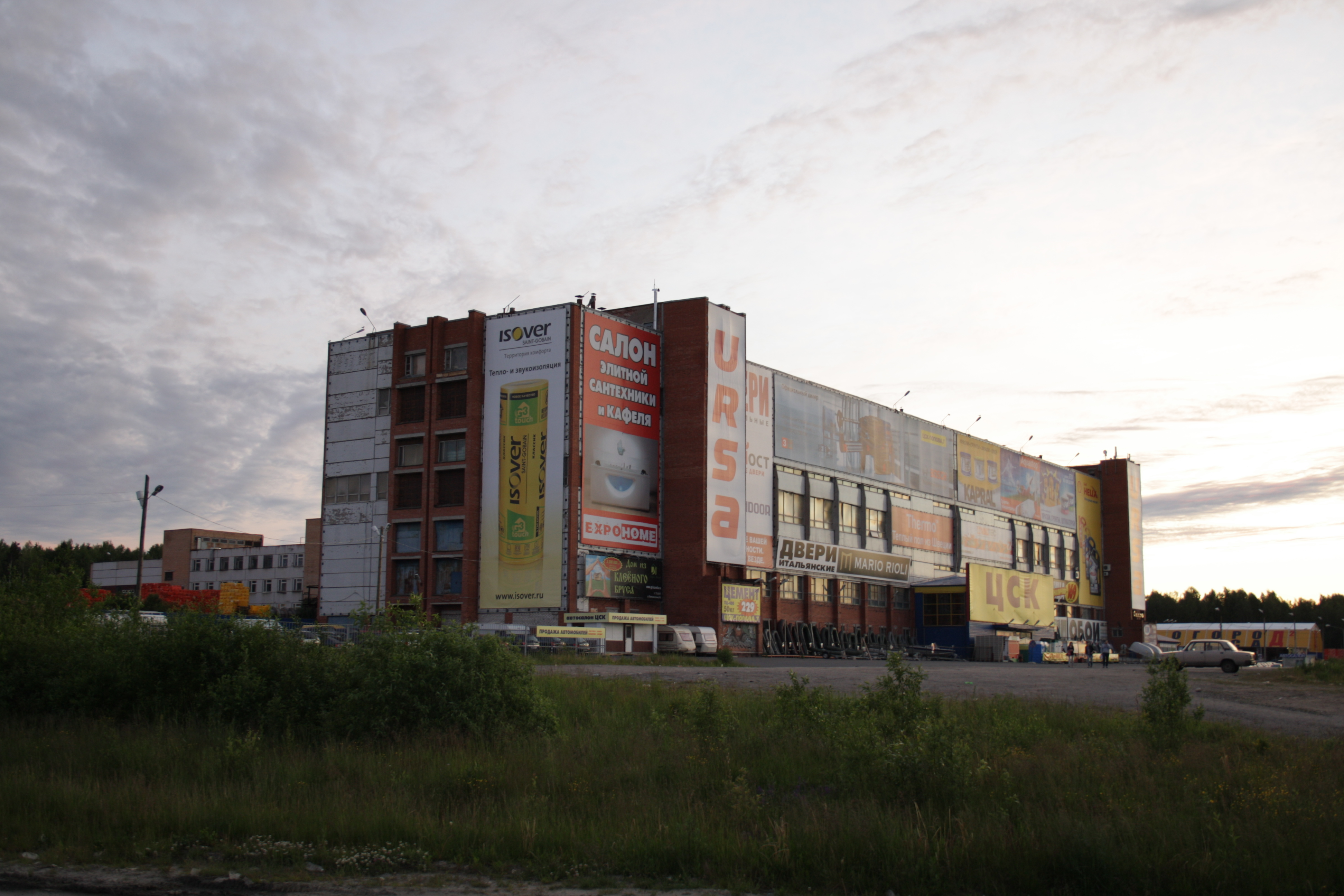
Завод «Онего»

Первоначально завод «Светлана» располагался на улице Профсоюзов в помещениях бывшей школы и пристроенных впоследствии в ней зданиях. Завод занимался производством радиотехнической продукции, в том числе популярных в то время микрокалькуляторов Электроника МК-33. В конце 1980-х годов открыта новая площадка на улице Попова, присвоено новое наименование «Онего». В начале 1990-х годов площадка на улице Профсоюзов закрыта. Является филиалом санкт-петербургского завода «Светлана».
В 2000 году преобразован в ООО «Онегокарт». В это время завод занимался серийным выпуском приборов проводной связи. После завершения проекта в 2007 году завод начал активное освоение рынка товаров народного потребления с основным акцентом на изделия из листового металла. Помимо выпуска постоянного ассортимента изделий предприятие оказывает услуги по технологической кооперации и субконтрактингу в сфере металлообработки. Также завод начал производство офисных, обеденных и кухонных столов, сочетающих в себе оригинальные дизайнерские металлические конструкции, столешницы из природного камня, добываемого на территории Республики Карелия. На 2019 год численность компании составляло 1 человек. Уставной капитал на 2019 год составлял 10000 рублей. 17 июля 2019 года компания ликвидирована. Здание полностью перешло к магазину «ЦСК».

### ООО «Оптбумпром»
Производство изделий из бумаги и картона. Располагалось по адрес: Петрозаводск, улица Калинина, 1. Дата открытия (регистрации) 17.08.2009. Уставной капитал составляет 15 000 рублей. Руководителем организации является генеральный директор — Харитонов Павел Александрович. Предприятие было ликвидировано 26.07.2013.

### Петрозаводское объединения товаров народного потребления «Север»
До 31 мая 1989 г. - Петрозаводское объединение надомного труда. Производило бумажно-беловые товары и детскую игрушку.

## Лесная промышленность

### Деревообделочный завод Островского
Находился в 2 км от центра города на берегу Петрозаводской губы. Имелись локомобиль, здания завода, казарм для рабочих. Действовал в 1910-х гг.

### Временный лесопильный завод товарищества «Подрядчик»
Находился на станции Петрозаводск, в 1918 г. национализирован.

### Лесопильные мельницы
Первыми лесопильными предприятиями на территории Петрозаводска были пильные мельницы Петровского завода и именитого купца Игнатия Драницына. Последняя была построена в 1779 г. и находилась в устье Неглинки. В 1800 г. она и находившаяся рядом пильная мельница жены священника Петрозаводского кафедрального собора Феклы Родионовны Молчановой сгорели.

### ОАО «Кареллеспром»

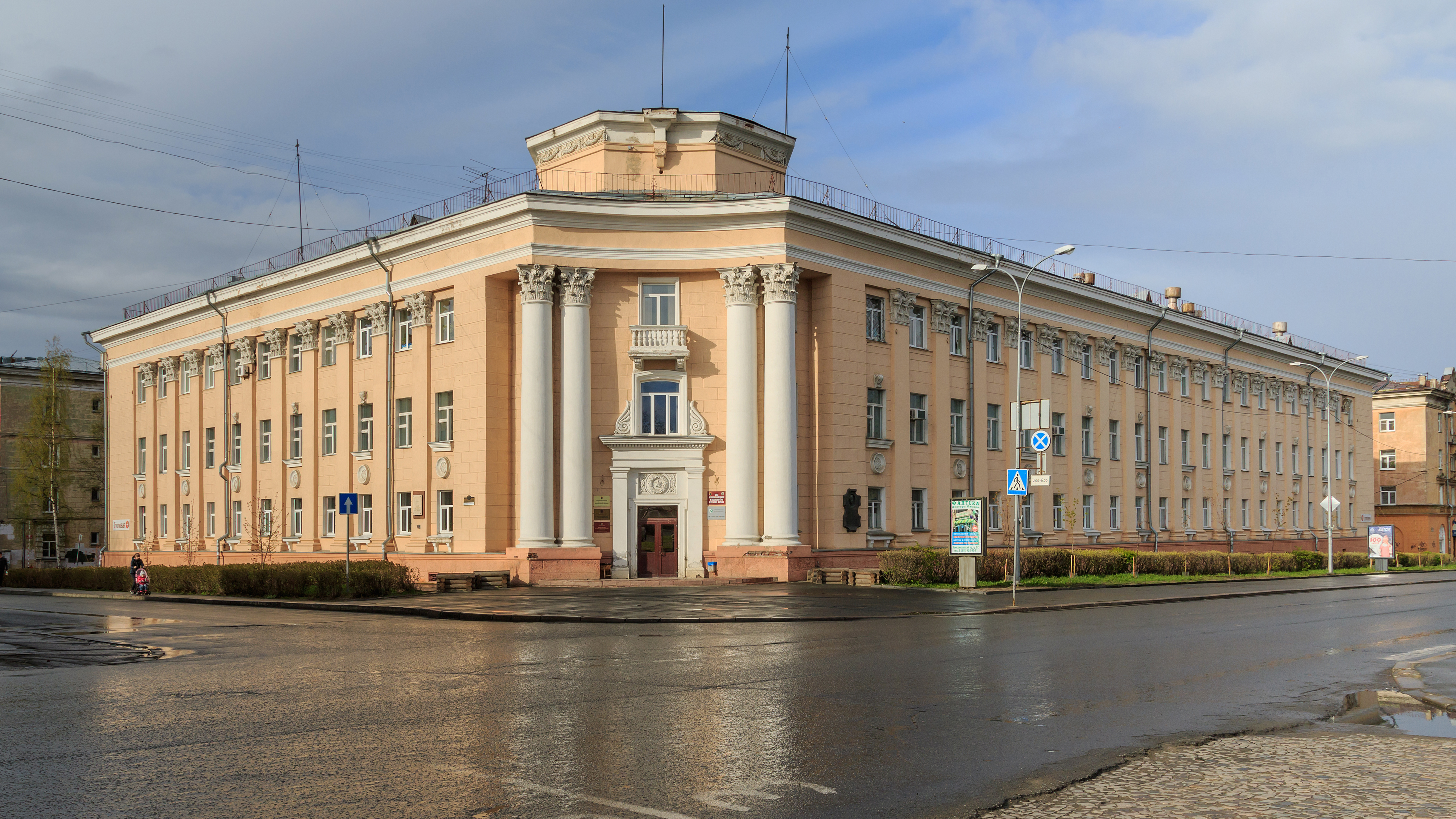
Бывшее здание «Кареллеспрома» в Петрозаводске на пр. Карла Маркса

Предприятие образовано 12 декабря 1965 года.

### Соломенский лесозавод

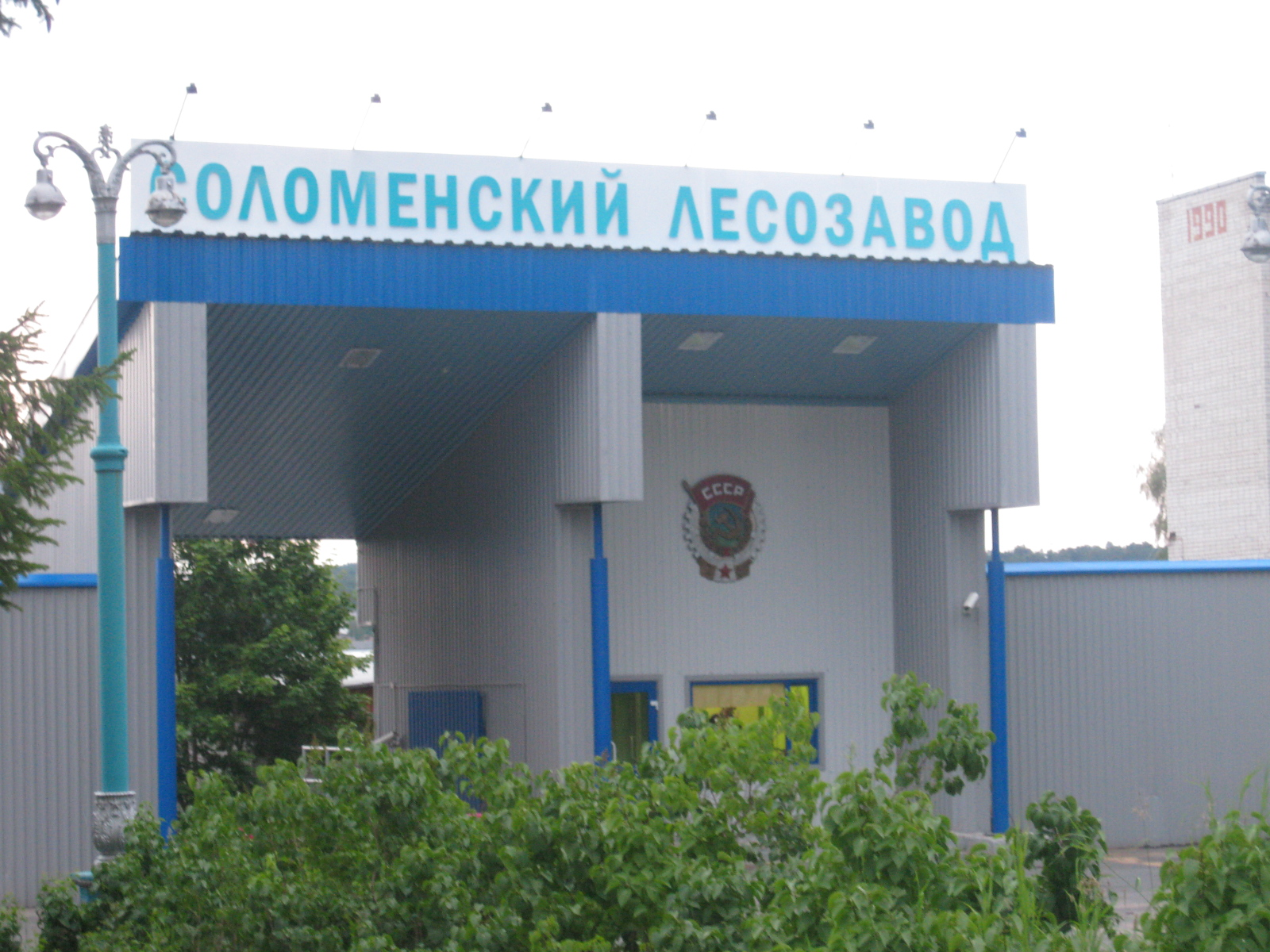
Соломенский лесозавод

Ведёт происхождение от лесопильного завода купца Ильи Громова основанного в 1874 г. в Соломенном на левом берегу озера Логмозеро..До 1917 года в Соломенном также действовал лесозавод «П. Беляев и К». В 1914—1918 годах не действовал.
В 1923 году лесозаводу присвоено имя Октябрьской революции.
В годы финской оккупации Петрозаводска (1941—1944) на заводе работали до 100 свободных местных жителей и около 30 советских военнопленных. В 1943 году лесозавод произвёл более 4300 тыс. м³ пиломатериалов.
В 1963 году на основе Соломенского лесозавода и Петрозаводской мебельной фабрики образован Петрозаводский лесопильно-мебельный комбинат (ПЛМК), с 1992 года преобразованный в ТОО «ПЛМК». С 2004 года — ЗАО «Соломенский лесозавод», производит пиломатериалы. В 2005 году комбинат выкупили инвесторы из Ижевска — группа предприятий «АСПЭК», которые восстановили его прежнее название — «Соломенский лесозавод». С того момента открылась новая страница истории предприятия. Благодаря внушительным инвестициям и громадному объему проделанной работы лесозавод возродился и стал современным, постоянно развивающимся предприятием.
За короткий срок на предприятии была проведена масштабная модернизация: старые помещения снесены, перестроена инфраструктура, проложены новые коммуникации, построены новые цеха, закуплено и установлено новое оборудование — лесопильная линия Linck, линия сортировки бревен Springer, сушильные камеры Mühlböck-Vanicek, котельная Polytechnik, высокоскоростная линия строгания Ledinek.
Инвестиционная фаза процесса модернизации продолжалась до 2009 года, всего было вложено более 1,2 млрд руб. После решения проблем сырьевой безопасности, восстановления прежних экспортных контрактов и заключения новых Соломенский лесозавод начал наращивать объемы производства и к 2012 году вышел на проектные мощности — переработка пиловочника — 248 тыс. м3 в год, выпуск пиломатериалов в объеме 105 тыс. м3. В 2013 году предприятие перешло на трехсменный график работы и в 2014 году объем лесопиления составил 303 тыс. м3 пиловочника, выпуск пиломатериалов — 138 тыс. м3. В 2015 году было переработано 308 тыс. м3 пиловочника, прогноз на 2016 год — 370 тыс. м3

### Деревообрабатывающий комбинат «ПетроДОК»
Основан в 1946 году, до 1992 года входил в состав территориального строительного объединения «Карелстрой». С 1992 года — АОЗТ. Производит деревянные изделия для строительства.

### Деревообрабатывающий комбинат «Калевала»
В конце 2012 года идет завершение строительства завода по изготовлению OSB плит.

### Петрозаводский комбинат картонажных изделий
Преобразован из артель «Коопинтруд». В 1972 г. переехал в здание по улице «Правды», 36. Завод выпускал картонажные изделия, детские игрушки, сачки, скакалки, настольные игры. Существовал до конца 1980-х гг.

### Петрозаводск лесопромышленный комбинат
Расположен на Повенецкой улице, 16. Наименования: 193-й лесопромышленный комбинат, ООО «Петрозаводский леспромкомбинат», ОАО «Лесопромышленный Комбинат „Петрозаводский“», лесокомбинат ООО «Венец».

### Петрозаводский лесозавод
Основан петрозаводским купцом Марком Пикиным в 1889 году в устье реки Лососинка, между двух ее рукавов в местности Кипучка и Малым пешеходным мостом, устроенным чиновником Алексеевым, как вододействующая мукомольная мельница. Для нужд завода была устроена т. н. Пикинская подпруда. В 1891 г. лесопилка и мельница М. Н. Пикина сгорели и были встроен заново Первый в городе имел электрическое освещение (1897). В 1907—1917 годах заводом владел Г. Е. Пименов. В 1928 году вместе с вновь построенной столярной фабрикой объединён в Лососинский лесопильно-деревообрабатывающий комбинат. Сгорел в 1934 году.

### Неглинский лесозавод
Основан лесопромышленником А. В. Калининым на острове в Петрозаводской губе. Продан финскому обществу Супинен, преобразован в Олонецкое лесопромышленное товарищество. Национализирован в 1917 г., получил имя «Олония». Действовал до 1922 года, когда был закрыт по причине удаленности месторасположения.

### Лесозавод З. Парижского
Находился на Военной улице. Национализирован в 1919 г. и получил имя Неглинский. Действовал в 1910—1920-х годах. В 1930-х находился в ведении Стройобъединения.

### Обделочная фабрика Данилихина
Находилась на Екатерининской улице. Прекратила деятельность в 1917 г..

## Домостроительная промышленность

### Петрозаводский домостроительный комбинат «Вальдекс-Онего»
Петрозаводский домостроительный комбинат ордена «Дружбы народов» (1981) имени Советской конституции (с 1977) построен в 1948 году. В 1992 году преобразован в ООТ «Петрозаводский ДСК».
В 2000-е годы получил название «Вальдекс-Онего». С 2009 года на территории комбината расположено несколько частных лесопильных компаний.

### Завод Биогран
Завод компонентов домов из оцилиндрованного бревна, создан в 2011 г. на базе завода по производству древесных топливных гранул.

## Петрозаводский толевый завод
Действовал в 1910-х — 1920-х гг. Принадлежал Льву Марковичу Варковецкому и его брату. Находился на берегу Онежского озера. Производил толь для крыш домов. На заводе имелось производственное здание, декавильный путь с вагонетками, жилой дом для работников. После Октябрьской революции передан в распоряжение Мурманской железной дороге, в 1922 году возвращен обратно владельцу.

### Лососинский комбинат
Бывший лесопильный завод купца и промышленника Г. Е. Пименова. В 1928 году частично сгорел, был построен новый объединенный лесопильно-деревообрабатывающий комбинат, куда вошла также столярная фабрика. После Великой Отечественной войны — лесозавод Петрозаводского горпромкомбината, вырабатывал пиломатериалы, бондарные изделия, тарную дощечку. Ликвидирован в 1950—1960-х гг.

### Петрозаводский лесоперевалочный комбинат
Действовал в 1940-х годах.

### Петрозаводский леспромхоз
Создан в 1929 году. Правопреемник с 1936 г. Шуйская сплавная контора.

## Производство строительных материалов

### Кирпичные заводы
До революции в городе имелось несколько кирпичных заводов. В середине XIX в. выделялись два кирпичных производства - по Вытегорскому тракту и по Санкт-Петербургскому тракту. В дальнейшем действовали Петрозаводский кирпичный завод губернского земства, Д. Седова, М. Корытова, М. Н. Пикина, Н. С. Китаева и другие. Одним из заводов на Голиковке (неподалёку от современной станции Голиковка) владела Петрозаводская тюрьма, на нём трудились заключённые. В 1920—1930-х годах действовали Голиковский завод красного кирпича, принадлежащий Карпотребсоюзу, а потом Стромтресту, а также кирпичный завод в Песках.

### Сулажгорский кирпичный завод («Карелскан»)
Открыт в августе 1940 г. В настоящее время на территории завода находятся ООО «Карелтара» (производит тару, пиломатериалы, непропитанные шпалы из древесины), ООО "Петрозаводский завод строительных материалов акционерного общества закрытого типа «КА-СКАН»

### Соломенский кирпичный завод
Кирпичные заводы в Соломенном открыты в XIX в. Песок для них добывался в местечке Пески В 1935 г. был основан Соломенский кирпичный завод, после перестройки — в составе кооператива «Керамик». В 1962 г. был объединен с Сулажгорским и получил название Петрозаводский кирпичный завод.

### Петрозаводский завод силикатного кирпича
До этого — кооператив «Керамик».

### Петрозаводский известковый завод
Находился на мысе Сальнов. Работал до 1938 г., после чего территория передана тресту "Сеерная Точка".

### Комбинат строительных конструкций
Основан в 1949 году, как Петрозаводский бетонно-гипсолитовый завод на основе гипсолитовой мастерской Петрозаводского завода стройдеталей. Выпускал бетонные и железобетонные строительные конструкции. С 1951 года именовался завод железо-бетонных изделий, в 1961 году переименован в «КСК».

### Петрозаводский завод стеновых материалов
Пуск Петрозаводского завода силикатно-стеновых материалов состоялся в 1968 г.

### Каменноборские разработки

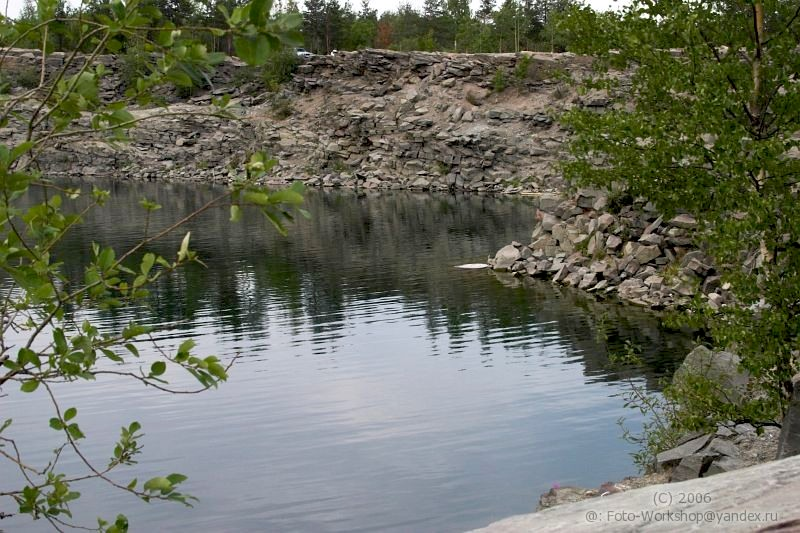
Каменноборские разработки

Ведут начало с небольших разработок камня, существовавших до революции. Со строительством Мурманской железной дороги камень начал добываться для её нужд. С послевоенного времени в составе разработок действовал алебастровый завод. Закрыты в 1980 г. С 1 марта 1981 г. предприятия Петрозаводский каменный карьер и Петрозаводский завод шунгизитового гравия были объединены в Петрозаводский завод строительных конструкций.

### Петрозаводский завод пенополистирола
Функционирует с 2002 года. Выпускает плитный пенополистирол. С 2006 года занимается производством стеновых блоков для малоэтажного строительства из полистиролбетона, а с 2008 года товарного полистиролбетона.

### Петрозаводский асфальтобетонный завод. Петрозаводский алебастровый завод
Принадлежал Дорожно-ремонтно-строительному управлению. Находился на станции Томицы.

### Петрозаводский завод строительных материалов производственного объединения «Карелстройматериалы»
Завод стройматериалов находился на улице Кооперативной, 8. На Южной промзоне находился шунгизитовый цех завода.

### Петрозаводский завод железобетонных изделий «Бетокон»

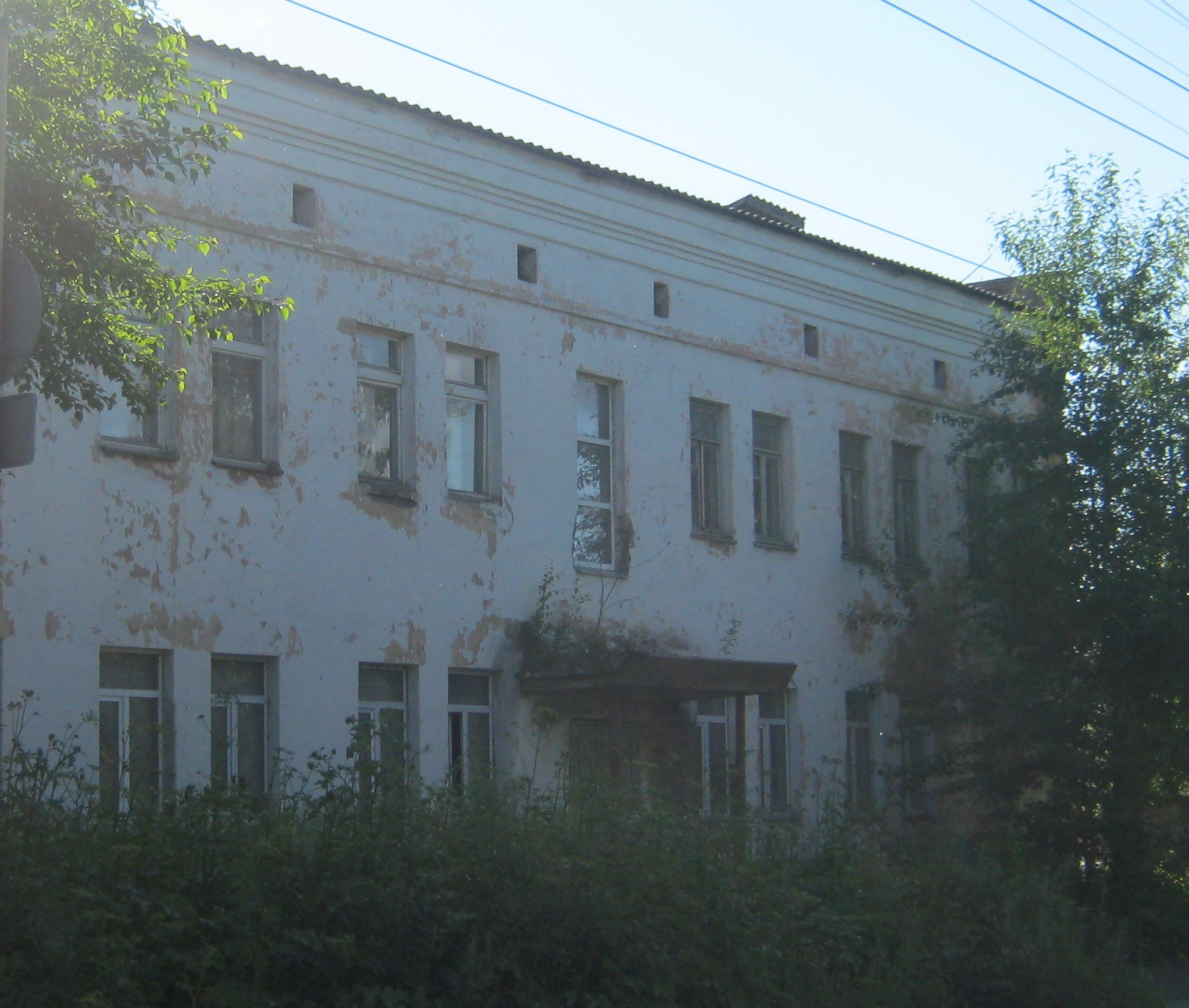
Петрозаводский завод железобетонных изделий «Бетокон»

Образован в апреле 1959 года соглпасно Постановлению Совета министров Карельской АССР № 118 под названием Комбинат производственных предприятий. Комбинат входил в состав Республиканского объединения «Карелремстрой». В 2002 году образовано ООО «Комбинат производственных предприятий», в 2007 году создано ООО «Бетон и конструкции» («Бетокон»). В 2008—2011 годах строится новый завод. Располагается на улице Ригачина, 66-А.

### Камнеобрабатывающее предприятие «Завод № 5»
Производит изделия из натурального камня.

### Камнеобрабатывающее предприятие «Карелгран»
Производит изделия из натурального камня (памятники, плитка, брусчатка, подоконники, столешницы и пр.).

### Завод «Минпласт»
ООО «Минпласт» (улица Онежской Флотилии, 49А) — производство вермикулитовых плит.

### Завод «Роскамень»
Завод ООО «Роскамень», ООО ПО «Роскамень» на Лесном проспекте, 51С4.

## Производство радиотехнической продукции

### Петрозаводский радиозавод «Петросет»
Начал работу 4 июля 1974 г.. Вначале изготавливал отдельные деталей радиоприёмников. Входил в холдинг «Ленинец».
В 2000-х годах получил наименование «Петросет» (на базе ООО «ПРЗ»).

### Петрозаводская слюдяная фабрика имени 8 марта

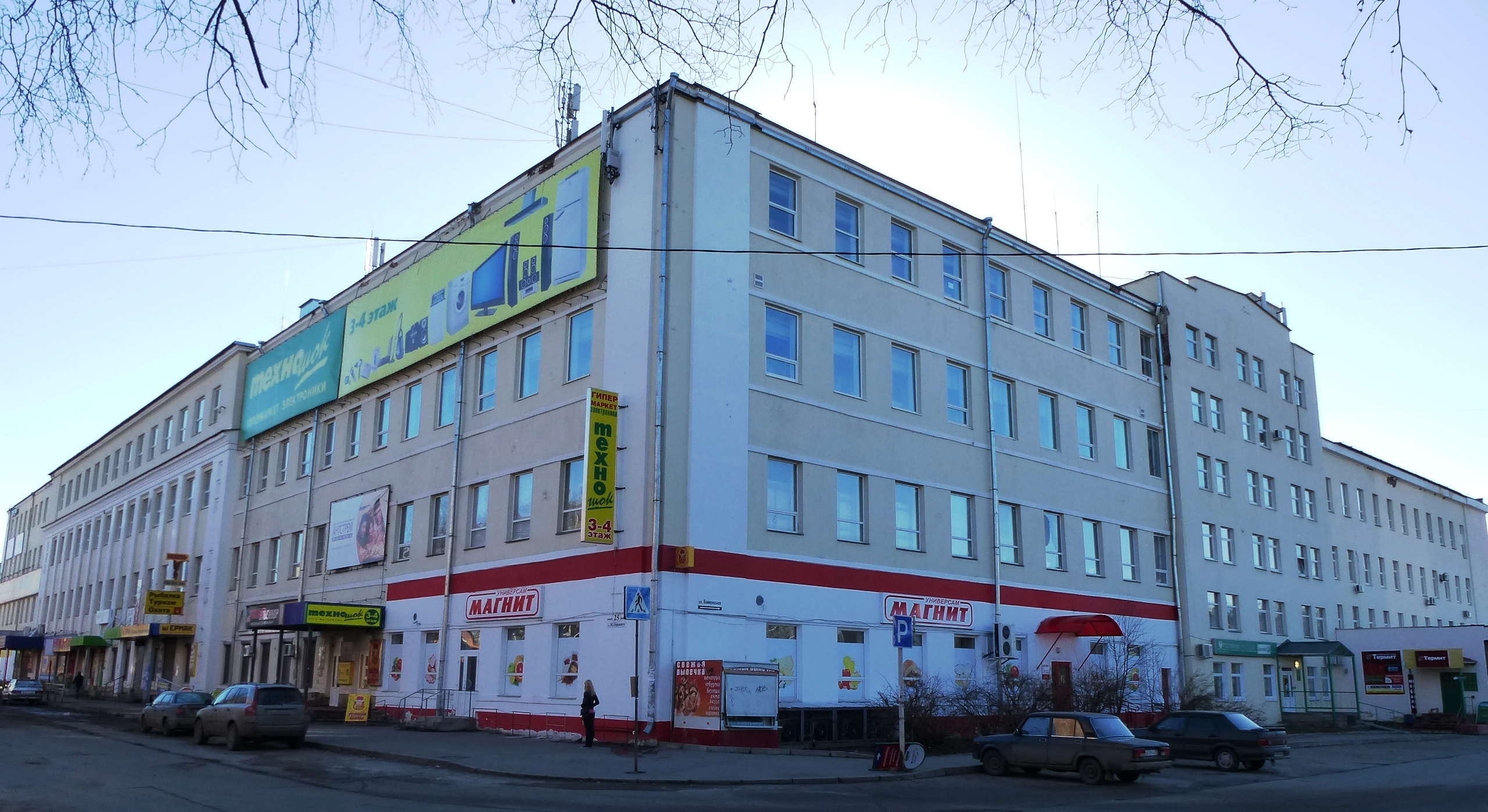
Квартал зданий бывшей Слюдяной фабрики

Организована как мастерская в 1929 году, как фабрика — с 1930 года.
25 февраля 1993 года фабрика была переименована в АООТ «Петромика» (позднее — ОАО «Петромика»).
В 1996 году производство изделий из слюды прекращено. В 1999 году в одном из зданий фабрики открыт Гоголевский торговый центр (в настоящее время не действует), позднее — торговый центр «Третья линия Гоголевского торгового центра».
ОАО «Петромика» частично продало корпуса цехов фабрики, остальные площади бывших цехов фабрики предоставляет в аренду коммерческим организациям.

## Электроэнергетика

### Петрозаводская теплоэлектроцентраль
Первая очередь Петрозаводской теплоэлектроцентрали введена в строй в январе 1977 г..

### Электростанция Александровского завода
Первая электростанция города. Открыта в 1902 году.

### Электростанция станции Петрозаводск
Со строительством Мурманской железной дороги была открыта электростанция железнодорожной станции Петрозаводск.

### Гидроэлектростанция № 1
Открыта в 1910 году. Находилась на улице Луначарского, 1. Плотина — на Пименовском (Зарецком) мосту Первый агрегат имел мощность 120 кВт. В 1912 г. появилась турбина типа «Френсис» мощностью 240 л. с.
Ныне не действует, сохранилось здание, в котором располагалось энергоуправление, после Карелкоммунэнерго (в полуразрушенном состоянии), планировалось открытие в нём музея света.
В настоящее время существуют планы восстановления малых ГЭС на Лососинке.

### Вспомогательная паровая электростанция
Находилась на углу Малой Подгорной (ныне Титова) и Онежской набережной. Построена в 1921 г. для разгрузки основной станции

### Гидроэлектростанция № 2
Открыта в 1925 г. Находилась на Древлянской набережной, 6. Ныне не существует.

### Государственнаяэлектростанция (ГЭС) № 3
Находилась на площади Кирова. Была паровой, работала на дровах. Ныне не существует.

### Государственная электростанция (ГЭС) № 4
Находилась на Казарменской улице. Была дизельной, работала на нефти. Ныне не существует.

### Государственная электростанция (ГЭС) № 5
Электростанция Лососинского комбината. В 1935 году передана на баланс города. Была паровой, работала на дровах. Ныне не существует.

### Соломенская государственная электростанция (ГЭС)
С 8 марта 1937 года по 1956 год действовала Соломенская городская электростанция, работавшая на отходах переработки стройматериалов.

### Соломенская теплоэлектростанция № 1
Соломенская электростанция была построена в 1933 году. Была паровой, имела 4 котла. Находилась на берегу Логмозера. Работала на отходах древесного производства лесозавода, также на каменном угле, древесине, которая доставлялась водным путём, а потом перевозилась на вагонетках в котельную. Располагалась в четырёхэтажном здании, кроме того имелись хозпостройки, гараж. Вода для электростанции бралась с насосной станции в полукилометре от электростанции. Мощность до войны 6000 кВт. В начале Великой Отечественной войны оба турбогенератора были эвакуированы и установлены на одном из оборонных заводов Иркутска. В 1942 году модернизирована финнами — установлена 1 паровая турбина с генератором АО «Лаваль» (шведского производства) мощностью 1300 кВт. В 1957 году передана от коммунальных служб города тресту «Карелэнерго», впоследствии закрыта.

### Петрозаводская передвижная электростанция
- После освобождения Петрозаводска от финских оккупантов встал вопрос об обеспечении города электроэнергией. Согласно Постановлению Совета Министров Карело-Финской ССР от 14 мая 1945 г. в городе организована передвижная электростанция (энергопоезд), находившаяся в гараже завода № 375, к ней была подведена железнодорожная ветка. Электростанция работала до конца 1940-х гг.

## Печатная продукция

### Петрозаводская типография имени П. Ф. Анохина

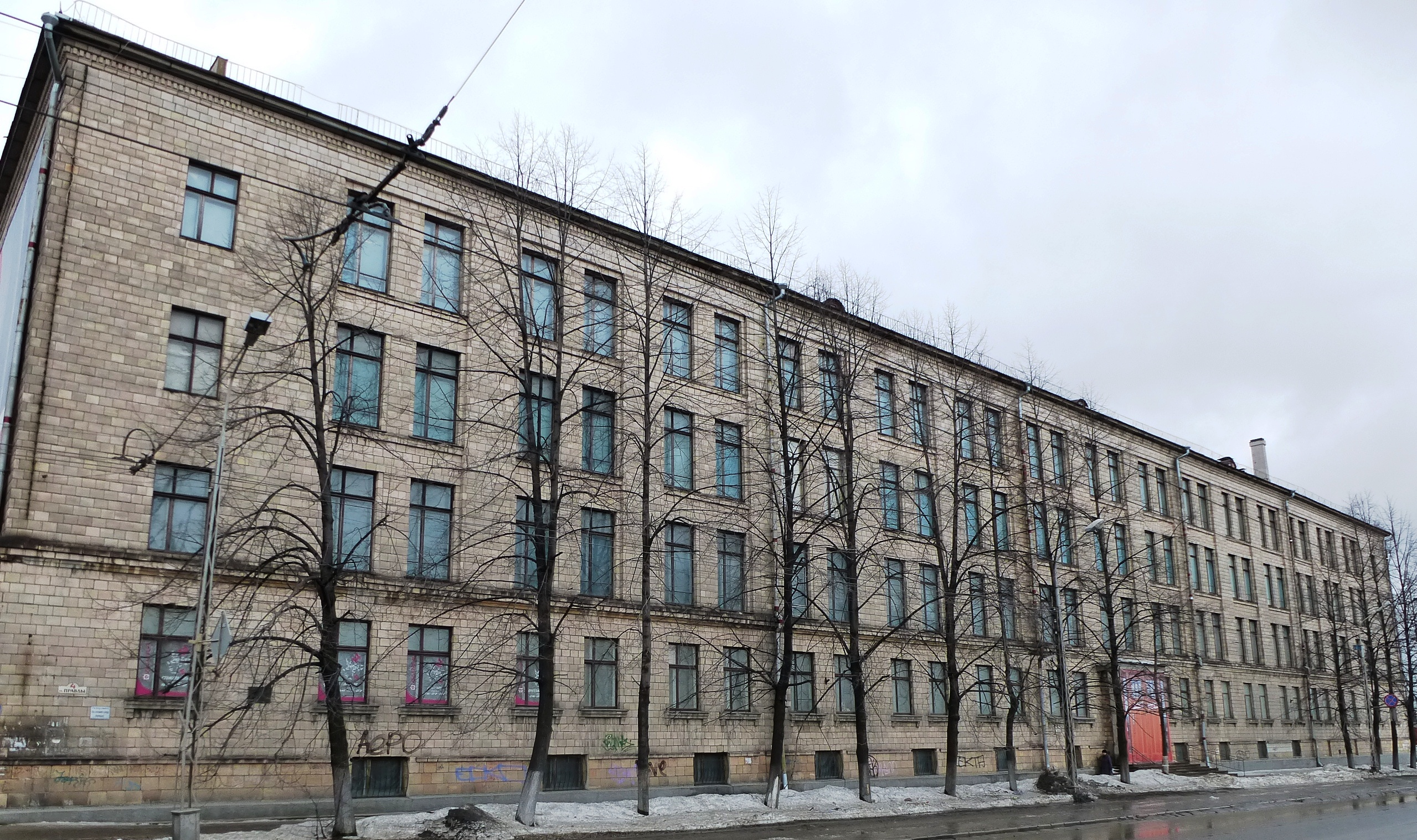
Здание бывшей типографии им. П. Ф. Анохина на ул. Правды

Свою историю ведёт с 1805 года. Первоначально Олонецкая губернская типография располагалась в одном из флигелей за зданием присутственных мест. Типография была предназначена для печатания циркуляров центральных органов власти и постановлений Олонецкого губернского правления. Имелся один печатный станок. Первым наборщиком был Алексей Пирогов.
В 1837 году флигель за ветхостью был срыт и типография перебралась в частные квартиры неподалёку от зданий присутственных мест. С 1838 года типография печатает первую в Петрозаводске газету — «Олонецкие губернские ведомости», для чего был приобретён новый чугунный станок, а ещё через два года новый станок американского производства, 2 ручных станка Ревильона.
В 1858 году типография переведена в казённый корпус присутственных мест, а в 1865 году в губернаторский дом
В начале 1920-х годов предприятие получает название Областная типография № 1. В 1923 году типография была названа в честь её бывшего работника, партийного и советского деятеля Петра Фёдоровича Анохина.
В 1957 году сгорело здание на проспекте Карла Маркса, в котором типография располагалась в послевоенное время. В послевоенное время типографию наградили Орденом «Знак Почёта».
С 1961 года типография располагается на улице «Правды», дом 4. В 1990-х годах типография получает статус государственного унитарного предприятия, 21 декабря 2007 года предприятие преобразовано в открытое акционерное общество.
В 2011 году государственный пакет акций был продан компании «Волпэйпер». После этого предприятие прекратило основную деятельность, передав в аренду комплекс зданий под гипермаркет строительных материалов.

### Северная скоропечатня Рафаила Григорьевича Каца
Появилась в 1897 г. Имела 2 скоропечатные машины. 22 января 1918 г. была национализирована, получила № 2. Находилась на Пушкинской улице.

### Электротипография Д. И. Катуна
Появилась в 1910-х годах. Национализирована 22 января 1918 г., получила № 3. Находилась на углу улиц Малая Слободская и Зиновьева в доме Минкиной.

### Бланочные типографии
ГП «Петрозаводская бланочная типография» (бывшая «Бланочная типография № 2») была организована в 1955 году

## Издательства

### Издательство «Карелия»
Основано в июле 1923 г. как кооперативное издательство книг на финском языке «Кирья», находилось в Ленинграде. С 1 января 1931 г. стало государственным, а в 1934 г. было переведено в Петрозаводск. Стало издавать книги, как на финском, так и на русском языках. Со 2 ноября 1937 года стало носить название Карельское книжное издательство. С 1940 года — Государственное издательство Карело-Финской ССР, с 1956 г. Карельской АССР. С 1962 г. — Карельское книжное издательство Управления печати при Совете министров КАССР. 24 июля 1969 г. получило имя «Карелия». С 2003 — ГУП РК «Издательство „Карелия”».

### Другие
- Городское издательство «ПетроПресс»
- Издательский дом «Северный курьер»
- Издательство «Периодика»
- Издательский дом «Губерния»

## Сувенирная продукция

### Фабрика «Карельские сувениры»
Основана в 1969 году, выпускала изделия художественных промыслов из дерева, металла, сувениры.

## Местная и кустарная промышленность

### Петрозаводский кожевенный завод В. С. Поспелова и М. П. Патрикева
Действовал до революции.

### Кожевенный завод Петра Гуркина
- Действовал в 1890-е годы в 5-м участке на Голиковке.

### Петрозаводский разнопромкомбинат
Работал в послевоенное время. Находился на ул. Луначарского, 22.

### Артель «Мебельщик»
Работала в послевоенное время. Находилась на ул. Фабричной, 9а

### Газогенераторный завод
Функционировал в конце 1940-х-1950-х гг. Находился на Неглинской наб., 47.

### Механическая  мастерская Наркомата коммунального хозяйства
Действовала до 1941 г. Выпускала сантехинструмент.

### Производственно-ремонтная мастерская Наркомместпрома
Действовала по 1941 г. Выпускала штемпельно-гравёрные изделия.

### Мастерская артели «Промигрушка»
- Действовала в 1930-е годы. Производила игрушки, музыкальные инструменты, в том числе кантеле[123].

### Тароремонтное предприятие «Карелтара»
Основано в 1981 году как Карельское тароремонтное предприятие, с 1994 года — акционерное общество закрытого типа «Производственно-коммерческая фирма „Карелтара“», с 2003 года — общество с ограниченной ответственностью «Карелтара», с 2014 года — Общество с ограниченной ответственностью «Поддоны Карелии».
Занимается производством тарной продукции из отходов лесопиления. Находится в районе Сулажгорский Кирпичный Завод на Подсочной улице.

### Завод по переработке шин
«Петрозаводский завод РТИ» открыт в 2023 г.

## Топливная промышленность

### Петрозаводская нефтебаза «Экотек — Росика»
Нефтебаза располагается в местечке Выгойнаволок. Образована в 1880-х годах в районе нынешней набережной Варкауса как Петрозаводский склад Товарищества нефтяного производства братьев Нобель, в 1920-х годах — Нефтесклад (склад нефтяных продуктов Петроградского районного комитета национализированной нефтяной продукции), в 1930-х годах — Нефтяные баки, в 1930-х годах — Нефтебаза, 1949 года — Петрозаводская нефтебаза, с 1988 года — Петрозаводское предприятие по обеспечению нефтепродуктами, с 1991 года — Петрозаводское государственное предприятие по обеспечению нефтепродуктами «Петрозаводскнефтепродукт», с 1994 года — АООТ «Росика», с 1996 мода — ЗАО «Росика», с 1999 года — ЗАО «Экотек — Росика», с 2006 года — ООО «Петрозаводская нефтебаза».

## Предприятия жилищно-коммунального хозяйства

### «Водоканал»
Предприятие открыто в 1935 году как Петрозаводский трест «Водоканал» (директор Ф. А. Шмуйлович), в связи с началом эксплуатации, построенной в 1931—1935 годах, первой очереди городской водопроводной сети (2,7 км). С 1965 года — «Производственное управление водопроводно-канализационного хозяйства». С 1993 года — муниципальное предприятие «Петрозаводскводоканал». С 2003 года — Петрозаводское муниципальное унитарное предприятие «Водоканал», обслуживающее 338 км сетей канализации, 13 канализационных насосных станций, 390 км сетей водопровода, 15 водопроводных насосных станций. Ныне — АО «ПКС-Водоканал».

## Прочее

### Петрозаводский опытный завод «Эталон»
Завод расположен на улице Серафимовича, 5. Основан в 1950-х годах как Цех № 8 Ленинградского опытного завода «Центроремприбор». С 1978 года — Петрозаводский производственный участок Ленинградского экспериментального завода «Эталон». С 16 июля 1992 года — Государственное предприятие «Петрозаводский опытный завод „Эталон“». С 8 января 2004 года — Открытое акционерное общество «Петрозаводский опытный завод „Эталон“».

### Фабрика бытовых услуг «Премиум»

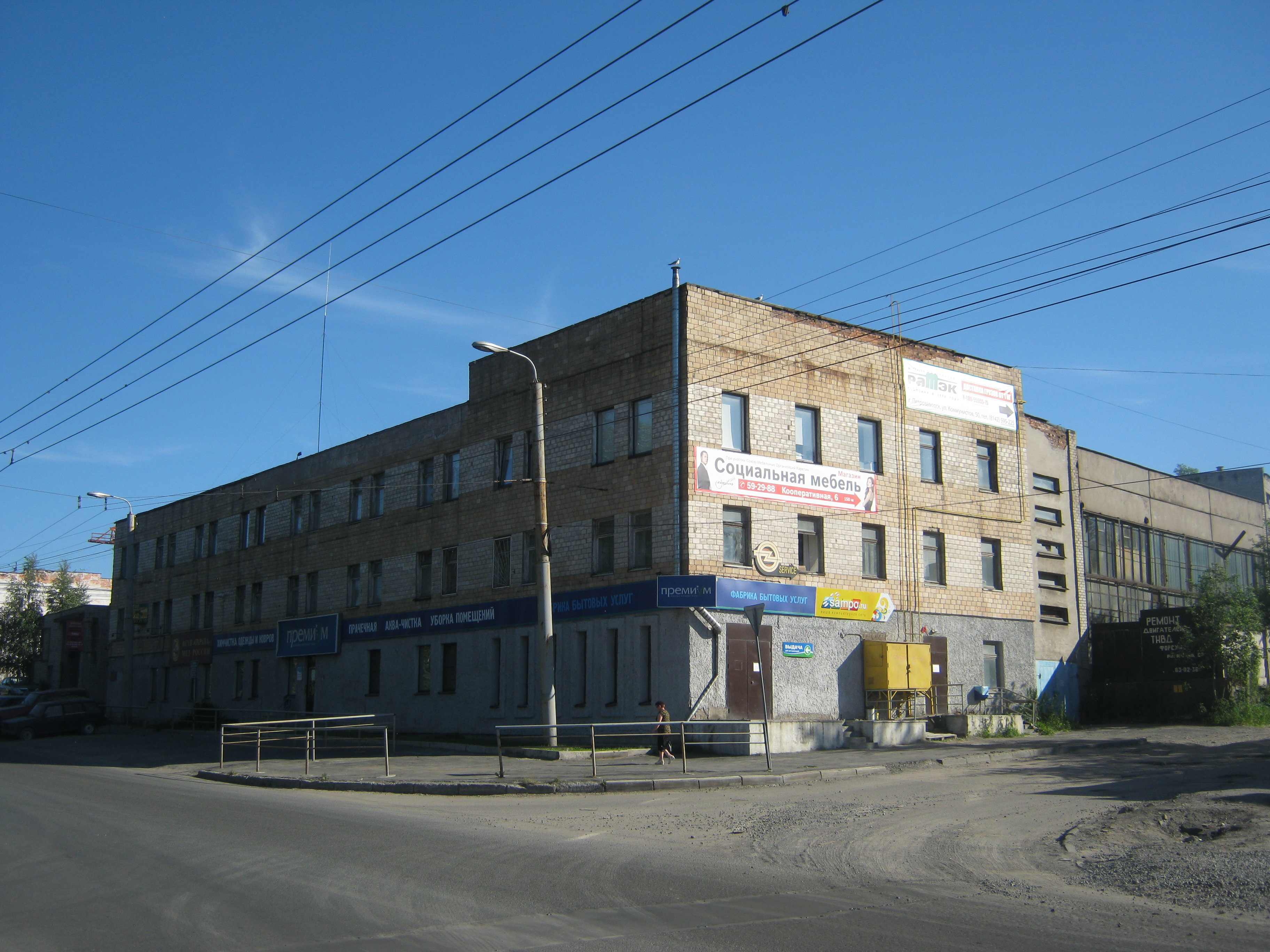
Фабрика бытовых услуг «Премиум»

Фабрика располагается на улице Ригачина, 66.

### Предприятие «Онеготара»
Основана в 1946 г. как Петрозаводское учебно-производственное предприятия Всероссийского общества слепых. Занимается изготовлением картонтары и упаковки.
В советское время — Учебно-производственное предприятие объединения «Контакт» Всероссийского общества слепых. Расположено на Балтийской улице, 5-Б.

### Канифольно-экстракционный завод
- В начале 1990-х годов на улице Плеханова, 2 находилось подразделение Медвежьегорского канифольно-экстракционного завода — Петрозаводский лесохимический цех[129].

### ОАО «Специализированный производственный комбинат по торговой технике»
Организован в 1948 г. как Специализированный производственный комбинат по торговой технике Министерства торговли Карельской АССР. Находится на улице Коммунальной, 1

### Петрозаводская фабрика фотохудожественных работ «Карелфото» («Фобус»)
Наименования предприятия:
- Петрозаводская фабрика фотохудожественных работ (1975 год)
- Карельское республиканское производственное объединение фотохудожественных работ «Карелфото» (1977 год)
- Петрозаводское предприятие фотохудожественных работ «Карелфото» (1990 год)
- Муниципальное предприятие «Техно-торговый центр „Фобус“» (1992 год)
- Муниципальное унитарное предприятие «Техно-торговый центр „Фобус“» (2000 год)
- Муниципальное унитарное предприятие «Техно-торговый центр „Фобус“» города Петрозаводска (2003 год)
- Муниципальное унитарное предприятие «Петрозаводское городское питание» (2009 год)

### Научно—производственный комплекс «Карбон — Шунгит»
Открыт 25 февраля 1991 года как МГП НПК «Карбон — Шунгит». Сфера деятельности организации — добыча и первичная обработка сланцев.